# Monts du Cantal
Pour les articles homonymes, voir Cantal.
Les monts du Cantal (ou massif cantalien, ou volcan du Cantal) sont un massif montagneux situé au centre-ouest du Massif central, dans le parc naturel régional des Volcans d'Auvergne, et constituant une région naturelle française. Il est constitué des vestiges du plus grand stratovolcan visible d'Europe. Apparu il y a environ 13 millions d'années, ce volcan, dont les dernières éruptions sont datées d'environ 2 millions d'années, a été largement démantelé par des phénomènes d'effondrements massifs et d'érosion fluviale et glaciaire. Il compte dix sommets culminant à plus de 1 700 mètres d’altitude.
Le massif situé autour du Plomb du Cantal a donné son nom à un fromage, à un département et au cheval blanc que montait Napoléon Ier lors de la bataille d'Austerlitz.

## Toponymie
Le mot cantal (occitan, variante cantau) / chantal (nord occitan, auvergnat, variante chantau) est courant en Auvergne. Selon Albert Dauzat, l'ancienne forme *Cantallu (non attestée) est formée d'un radical qui pourrait être le mot gaulois cant « brillant », suivi du suffixe -allu d'origine prélatine. Il existe bien un mot gaulois cantalon attesté dans l'inscription d'Auxey (Côte-d'Or) rédigée dans cette langue, à savoir Iccauos Oppianicnos ieuru Bringindone cantalon « Iccauos fils d'Oppianos a dédié à Bringindona le cantalon ». Il signifie peut-être « pilier, monument circulaire » que l'on rapproche du vieil irlandais cet « pilier rond » (< *canto-) et du gaulois cantos « cercle ». Le gaulois cantos est fréquent dans la toponymie française. Il est apparenté au breton kant « cercle » et au latin canthus « cercle ». Cantal se réfère peut-être à l'origine au Plomb du Cantal donné en raison de la forme arrondie de son sommet, puis au massif, puis au département.
Les monts du Cantal ont aussi été appelés monts Celtiens parce qu'ils étaient désignés dans des itinéraires antiques et dans les vieux titres latins comme Mons Celtarum ou Mons Celtus,,,. Le chemin antique qui les traversait du nord au sud était lui aussi connu sous le nom de Via Celtica.

## Géographie

### Situation
Les monts du Cantal, une des cinq régions naturelles composant le parc naturel régional des Volcans d'Auvergne, occupent de manière centrale la plus grande partie du département auquel ils ont donné leur nom, dans la région d'Auvergne-Rhône-Alpes, au centre du Massif central. Ils occupent également une partie de la pointe nord du département de l'Aveyron (région de Mur-de-Barrez).
Ils sont bordés par les régions naturelles suivantes :
- la Viadène au sud ;
- l'Aubrac au sud-est ;
- la planèze de Saint-Flour à l'est ;
- le Cézallier au nord-est ;
- l'Artense au nord ;
- le Mauriacois à l'ouest ;
- la Châtaigneraie au sud-ouest.

### Géomorphologie

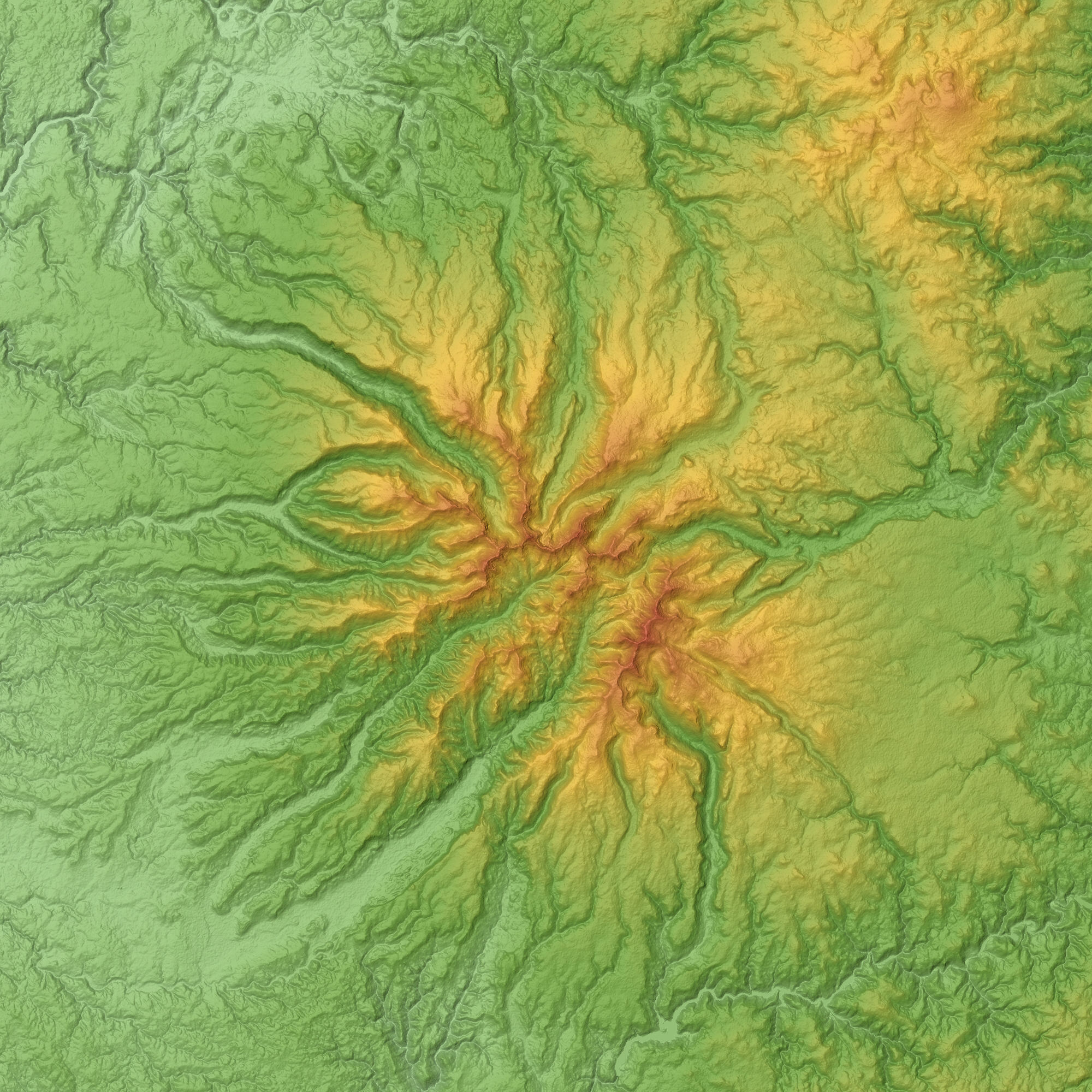
Image radar reconstituée des monts du Cantal.

C'est un stratovolcan, le plus étendu d'Europe, de forme à peu près circulaire pour un diamètre de 50 à 70 km, qui culmine dans sa partie centrale au Plomb du Cantal à 1 855 m. Il a été considérablement modelé par l'érosion des anciens glaciers (vallées en auge, lignes de crêtes fortement découpées). De manière quasi géométrique, une vingtaine de vallées s'étirent comme des rayons vers la périphérie, découpant les plateaux basaltiques (ou planèzes) en forme de triangles ou de « parts de gâteau », territoires pastoraux par excellence[réf. nécessaire].

### Topographie

#### Principaux sommets
De nos jours, les monts du Cantal se composent de plusieurs sommets, les plus connus étant :
- le puy Mary (1 783 m), classé Grand Site national, offre un des plus beaux panoramas d'Europe ;
- le Plomb du Cantal (1 855 m), point culminant du département potentiellement accessible depuis Super Lioran en téléphérique et la station de Prat-de-Bouc ;
- le puy Griou, haut de 1 690 m, dôme de phonolite ;
- le puy Chavaroche, haut de 1 736 m, situé au sud-ouest du puy Mary ;
- le puy de Peyre-Arse, qui culmine à 1 806 m, offrant un magnifique panorama sur les vallées glaciaires de la Santoire et de l'Impradine ;
- le puy de Seycheuse (1 647 m), qui offre un panorama sur le cirque glaciaire de la Santoire et sur la vallée de l'Alagnon.

Dans le tableau de Théodore Rousseau, la vallée, à travers laquelle coule la rivière Mars, abrite de nombreux villages, dont Saint-Vincent-de-Salers. L'un des principaux sommets du Cantal, le puy Mary, est au centre. À sa gauche se trouve le petit pic du puy de Peyre-Arse, et sous le pic pointu à droite se trouve le col du Redondet.

Représentation dans la peinture
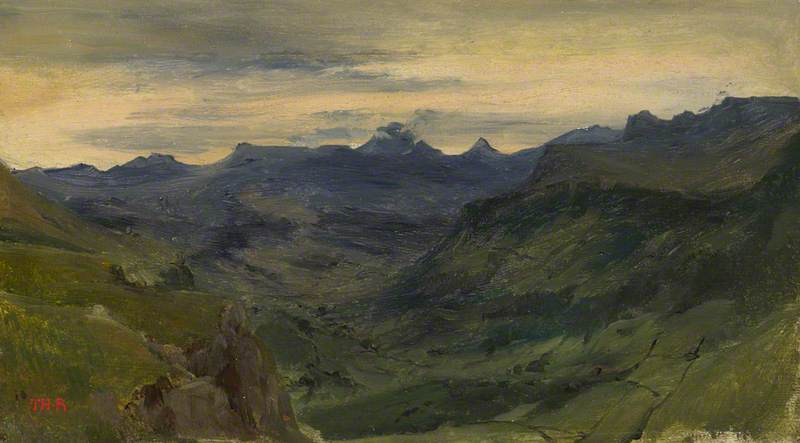
La Vallée de Saint-Vincent Théodore Rousseau, 1830 National Gallery, Londres.
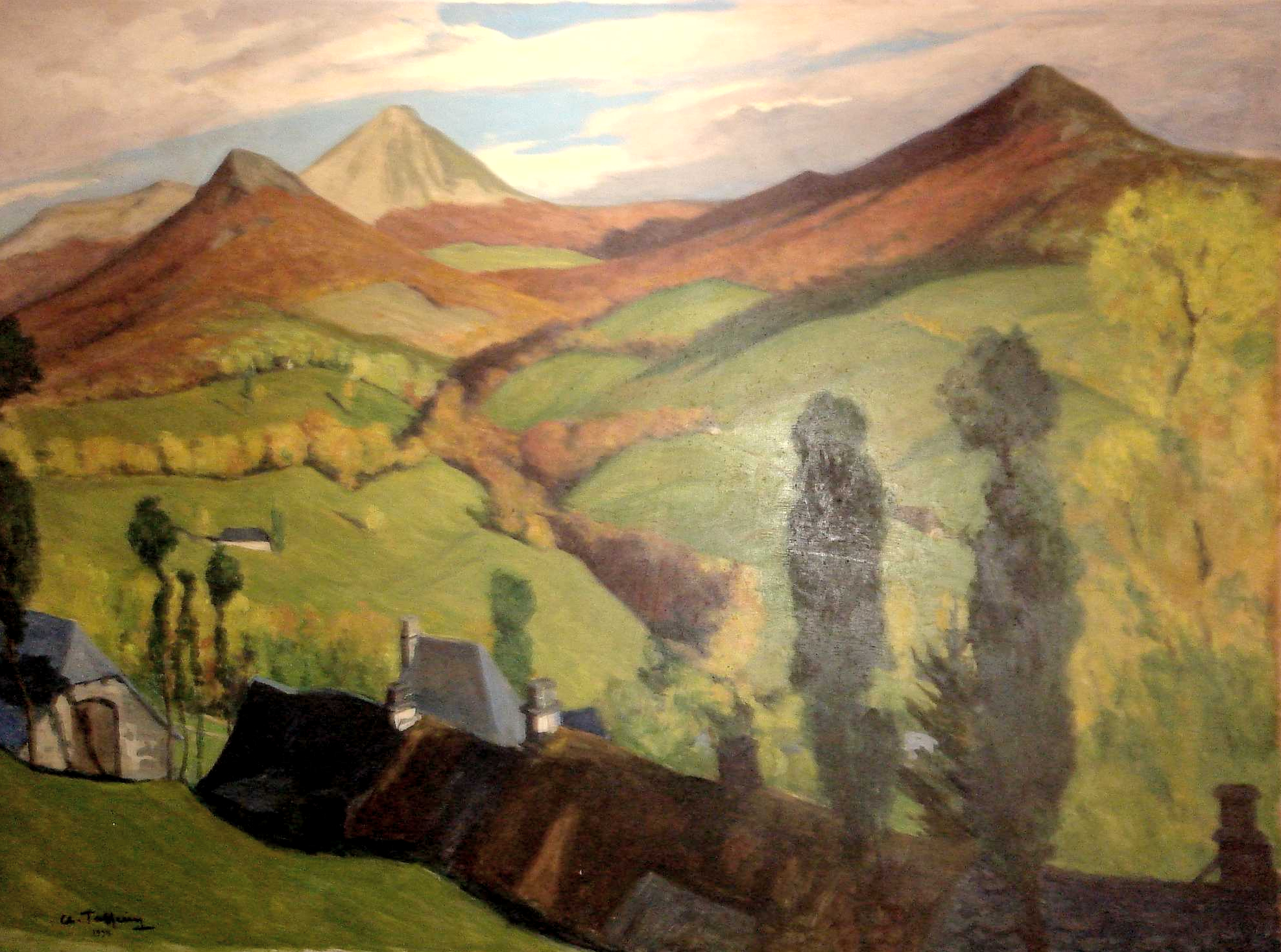
Monts du Cantal, huile sur bois Charles Jaffeux.

| plus de 1 700 mètres | de 1 700 à 1 600 mètres | de 1 600 à 1 500 mètres | moins de 1 500 mètres |
| --- | --- | --- | --- |
| - Plomb du Cantal 1 855 mètres - Puy du Rocher 1 811 mètres - Puy Brunet 1 806 mètres - Puy de Peyre-Arse 1 806 mètres - Puy Mary 1 783 mètres - L'Arpon du Diable 1 777 mètres - Puy de la Cède 1 768 mètres - Puy Chavaroche 1 736 mètres - Rocher de la Sagne du Porc 1 717 mètres - Puy de la Tourte 1 704 mètres | - Bec de l'Aigle 1 699 mètres - Puy Griou 1 690 mètres - La Chapeloune 1 678 mètres - Puy Bataillouse 1 677 mètres - Téton de Vénus 1 669 mètres - L'Aiguillon 1 665 mètres - Roche Taillade 1 650 mètres - Puy de Grandval 1 648 mètres - Puy de Seycheuse 1 647 mètres - Puy Gerbel 1 642 mètres - Rochers de Chamalière 1 641 mètres - Roc des Ombres 1 633 mètres - Puy de Niermont 1 620 mètres - Roc d'Hozières 1 614 mètres - Peyre Ourse 1 612 mètres - Suc Gros ou Le Peylat 1 610 mètres | - Rocher de l'Aygue 1 599 mètres - Puy Gros 1 594 mètres - Puy Violent 1 592 mètres - Le Piquet 1 580 mètres - Suc de Rond 1 580 mètres - L'Élancèze 1 571 mètres - Suc de la Blatte 1 562 mètres - Puy de la Belle-Viste 1 555 mètres - Cabrespine 1 525 mètres - Puy d'Orset 1 525 mètres - Puy de Prat-de-Bouc 1 524 mètres - Le Courpou Sauvage 1 521 mètres - La Cumine 1 516 mètres - Le Griounou 1 514 mètres - Puy de la Poche 1 500 mètres | - Puy de l'Usclade 1 498 mètres - Puy de Niermont 1 493 mètres - Puech Bernis 1 477 mètres - Puy de Bâne 1 464 mètres - Roche Parlante 1 459 mètres - Puy Tariol 1 458 mètres - Rocher du Cerf 1 447 mètres - Puy de Bassierou 1 441 mètres - Puy de la Jambe 1 436 mètres - Roc du Chauve 1 427 mètres - Suc du Lac 1 402 mètres - Le Suc 1 396 mètres - Puy de Massebœuf 1 395 mètres - Puy de la Molède 1 384 mètres - Puy Masso 1 375 mètres |

#### Cols

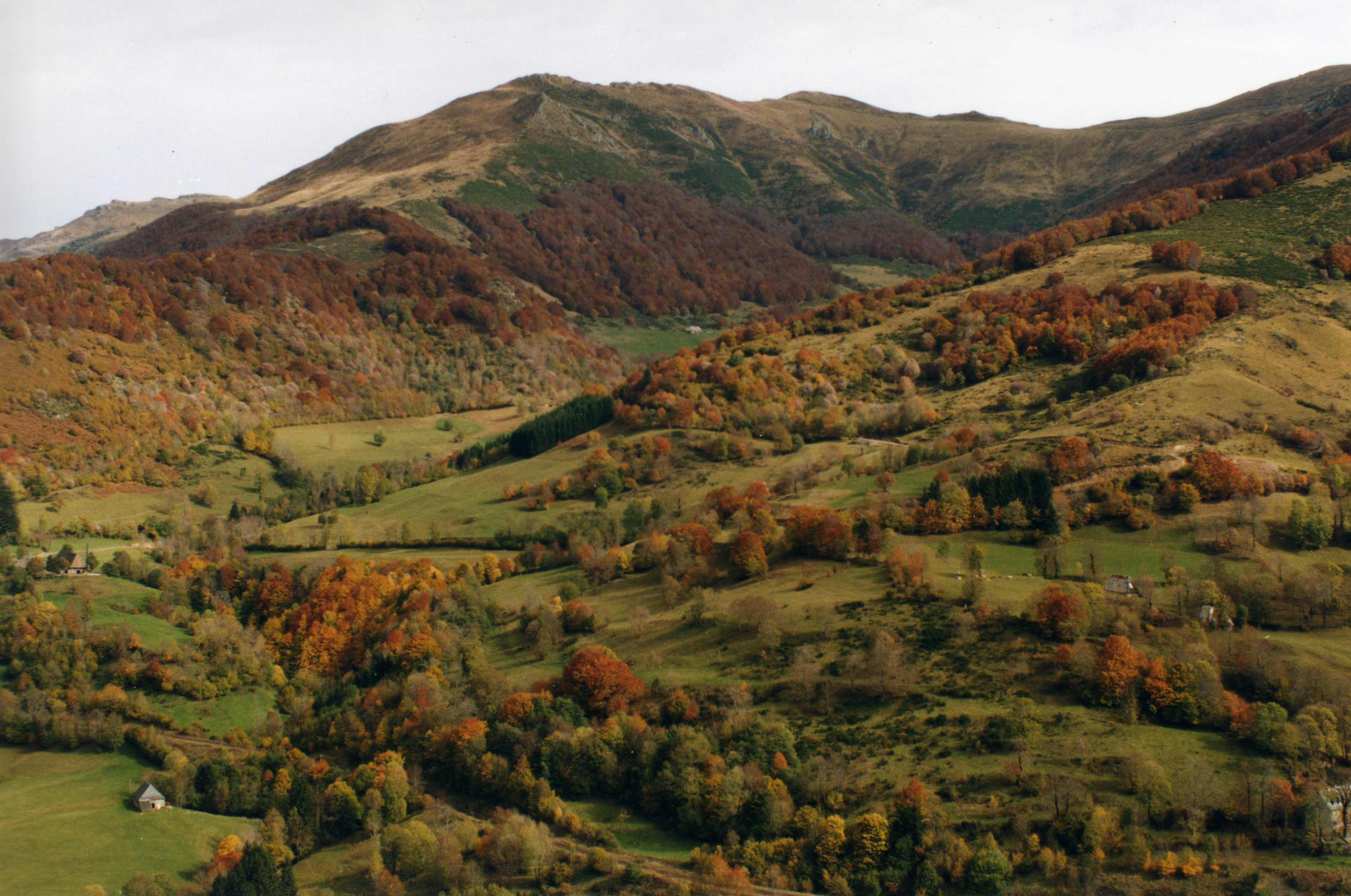
Près du Plomb du Cantal en automne.

De nombreux cols permettent la communication entre les différentes vallées dont :
| plus de 1 500 mètres | de 1 500 à 1 200 mètres | moins de 1 200 mètres |
| --- | --- | --- |
| - Pas des Alpins, 1 750 mètres - Col du Peyre Arse, 1 708 mètres - Col de la Pourtoune, 1 693 mètres - Col de la Chèvre, 1 618 mètres - Brèche d'Enfloquet 1 612 mètres - Pas de Peyrol, 1 588 mètres - Col de la Tombe du Père, 1 586 mètres - Col de Rombière, 1 552 mètres - Col du Piquet, 1 541 mètres - Pas Rouge, 1 532 mètres - Col du Redondet, 1 531 mètres - Col de Combe Nègre, 1 530 mètres - Col de Cabre, 1 526 mètres, entre Lascelle et Murat - Col des Charpilles, 1 509 mètres | - Col de Bellecombe, 1 487 mètres - Col du Luchard, 1 442 mètres - Col d'Eylac, 1 400 mètres - Col de Prat-de-Bouc, 1 392 mètres - Col du Gliziou, 1 350 mètres - Col de la Griffoul, 1 336 mètres - Col de Serre, 1 335 mètres - Col de la Molède, 1 329 mètres - Col du Pertus, 1 309 mètres - Col de Cère, 1 294 mètres - Col de Font-de-Cère, 1 290 mètres - Col de Néronne, 1 241 mètres - Col du Lioran, 1 240 mètres - Col de Légal, 1 231 mètres - Col d'Aulac, 1 228 mètres - Col d'Aisses, 1 225 mètres - Col d'Entremont, 1 206 mètres | - Col de Berganty, 1 184 mètres - Col de Lagat, 1 181 mètres - Col du Pas du Roc, 1 105 mètres - Col du Puy de Renel, 1 075 mètres - Col de Bruel, 1 058 mètres - Col de Curebourse, 997 mètres - Col de Saint-Georges, 954 mètres - Col de la Croix de Cheules, 906 mètres - Col de Fontbulin, 885 mètres - Col du Croizet, 769 mètres - Le Pertus, 705 mètres - Col de Ribeyre, 690 mètres |

NB : les cols en gras sont des cols routiers

#### Planèzes et plateaux
Le volcan est bordé par différents plateaux (ou planèzes) que ses anciennes coulées de laves ont formé :
- le planèze de Saint-Flour sur le versant sud-est ;
- le plateau du Limon sur le versant nord-est ;
- le plateau de Trizac sur le versant nord-ouest ;
- le planèze de Salers sur le versant ouest ;
- le planèze de la Pinatelle sur le versant est ;
- le planèze de Lacapelle-Barrès, sur le versant sud ;
- le planèze de Pierrefort.

Il existe aussi quelques plateaux à l'intérieur même du volcan comme le plateau du Coyan ou le plateau de Peyre Gary.

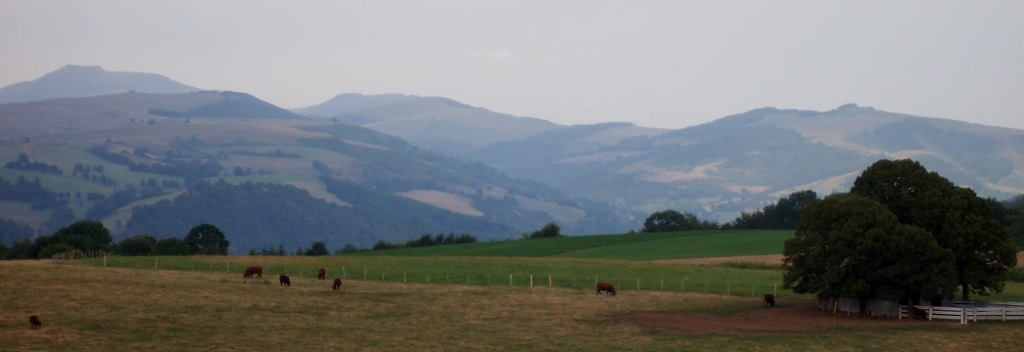
Vue panoramique depuis le plateau de Saint-Cernin avec les montagnes du col de Légal à droite et au centre et le puy Chavaroche à gauche.

#### Vallées
Une vingtaine de vallées glaciaires rayonnent depuis le centre du volcan. Parfois abruptes, larges, étroites, boisées ou dénudées, elles sont d'une grande diversité autant physionomiques que culturelles[réf. souhaitée] :
- la vallée de l'Alagnon, qui s'étend du cirque glaciaire de Font d'Alagnon jusqu'au val d'Allier pour contribuer au val de Loire ;
- la vallée de la Santoire, étirée du cirque glaciaire du col de Cabre jusqu'à la vallée de la Rhue dévallant les monts Dore pour rejoindre la Dordogne ;
- la vallée de l'Impradine, qui démarre au pied du puy Mary pour se confondre avec la vallée de la Santoire quelques kilomètres plus loin ;
- la vallée de la Petite Rhue, dévalant les pentes du puy de la Tourte jusqu'à la vallée de la Rhue ;
- la vallée du Mars, allant du puy Mary à la vallée cantalienne de la Sumène ;
- la vallée de la Maronne, qui s'étend du roc des Ombres jusqu'à la Dordogne ;
- la vallée de l'Aspre, naissant sur les pentes du roc d'Hozières pour rejoindre non loin la vallée de la Maronne ;
- la vallée de la Bertrande, partant du puy Chavaroche pour rejoindre l'Etze et la Maronne ;
- la vallée de la Doire s'étirant du col de Légal pour rejoindre la Bertrande ;
- la vallée de l'Authre, qui s'étend du col de Bruel jusqu'à la Cère ;
- la vallée de la Jordanne, s'étendant du pied du puy Mary jusqu'à Aurillac où elle rejoint la vallée de la Cère ;
- la vallée de la Cère, allant de Font-de-Cère jusqu'à la vallée de la Dordogne ;
- la vallée du Goul, dévalant les pentes du Plomb du Cantal jusqu'à la vallée de la Truyère ;
- la vallée du Siniq, imitant le parcours de la vallée du Goul sa voisine ;
- la vallée du Brezons, imitant de même les deux précédentes ;
- la vallée de l'Épi, idem ;
- la vallée de Prat-de-Bouc, elle rejoint la vallée de l'Épi au hameau de la Sagnette ;
- la vallée du Lagnon qui s'étend du Plomb du Cantal pour se jeter un peu plus loin dans la vallée de l'Alagnon ;
- la vallée du Benet, parallèle à la vallée du Lagnon.

#### Hydrographie

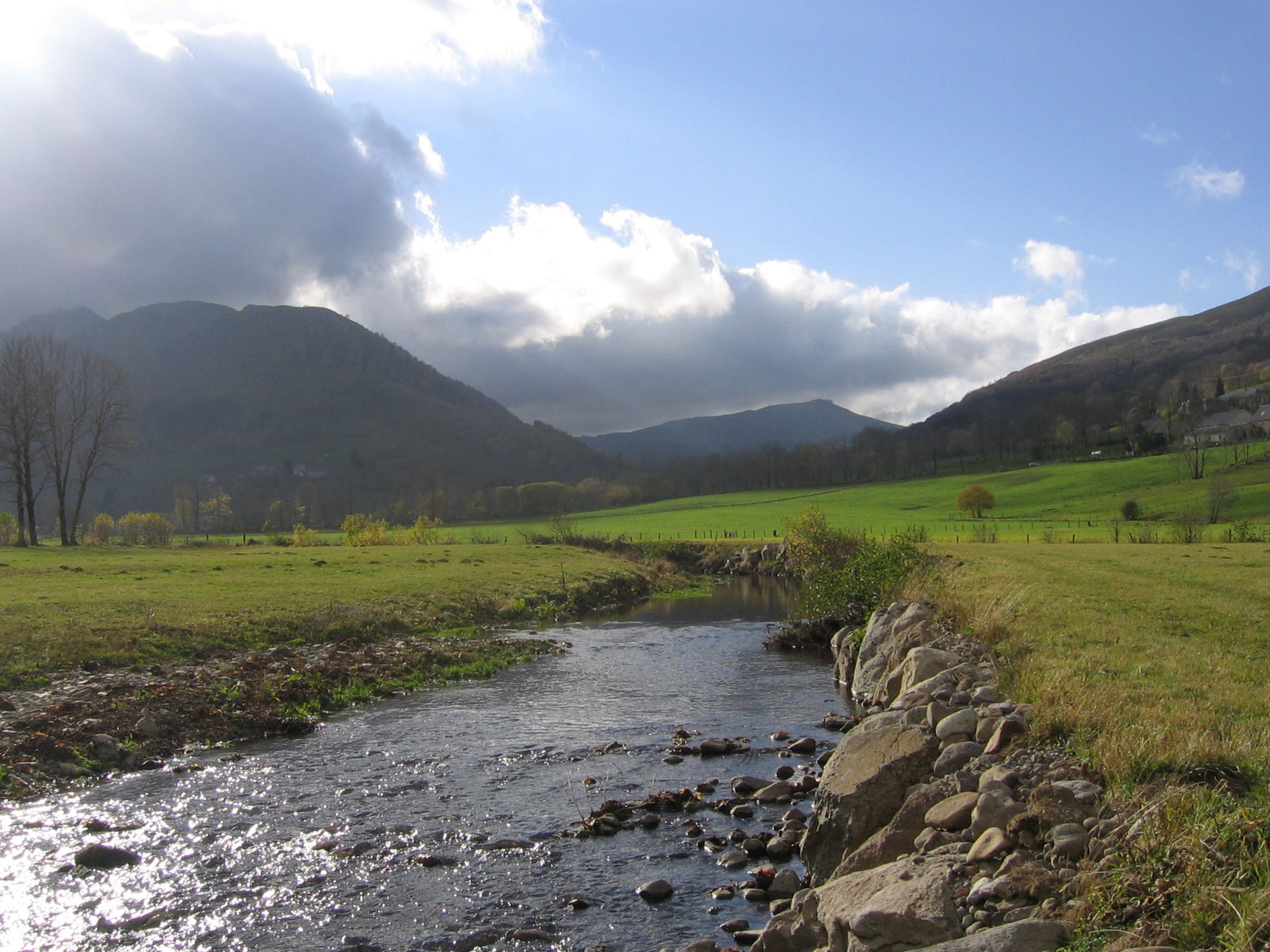
La Santoire à Lavigerie.

Le Cantal, avec ses 250 cm/an de pluviométrie, est la région la plus arrosée de France métropolitaine[réf. nécessaire]. De-là, de nombreux ruisseaux et rivières prennent leurs sources sur ses pentes. À l'origine, ce sont de petits torrents de montagne qui dévalent le cirque glaciaire pour rejoindre généralement des gorges et ensuite adopter un cours plus calme et posé. Ils contribuent à différents bassins versants, mais finissent tous leurs parcours dans l'océan Atlantique.
| Bassin versant de la Dordogne | Bassin versant de la Garonne             | Bassin versant de la Loire                                                                       |
| --- | ---------------------------------------- | ------------------------------------------------------------------------------------------------ |
| - La Cère - La Jordanne - L'Authre - La Maronne - L'Aspre - La Bertrande - La Doire - La Petite Rhue - La Véronne - La Santoire - L'Impradine - Le Lemmet - L'Auze - La Sumène - Le Mars | - L'Ander - L'Épi - Le Brezons - Le Goul | - L'Alagnon - Le Lagnon - Le Benet - Le Bournandel - Le ruisseau de la Gaselle - Le Foufouilloux |

L'omniprésence de l'eau engendre des paysages particulièrement verdoyants (d'où le terme « pays vert » qui est donné au Cantal) mais elle se traduit aussi par la formation de nombreuses cascades, gorges (gorges de l'Alagnon, gorges de la Jordanne, pas de Cère, etc.), lacs (lac du Pêcher, lac de Sauvages, lac de Serre, lac de Cheylade, lac des Graves, étang de Marfon, étang de Laveissière, etc.) et tourbières (tourbières du Jolan, de Brujaleine, etc.).

### Géologie

#### Description générale

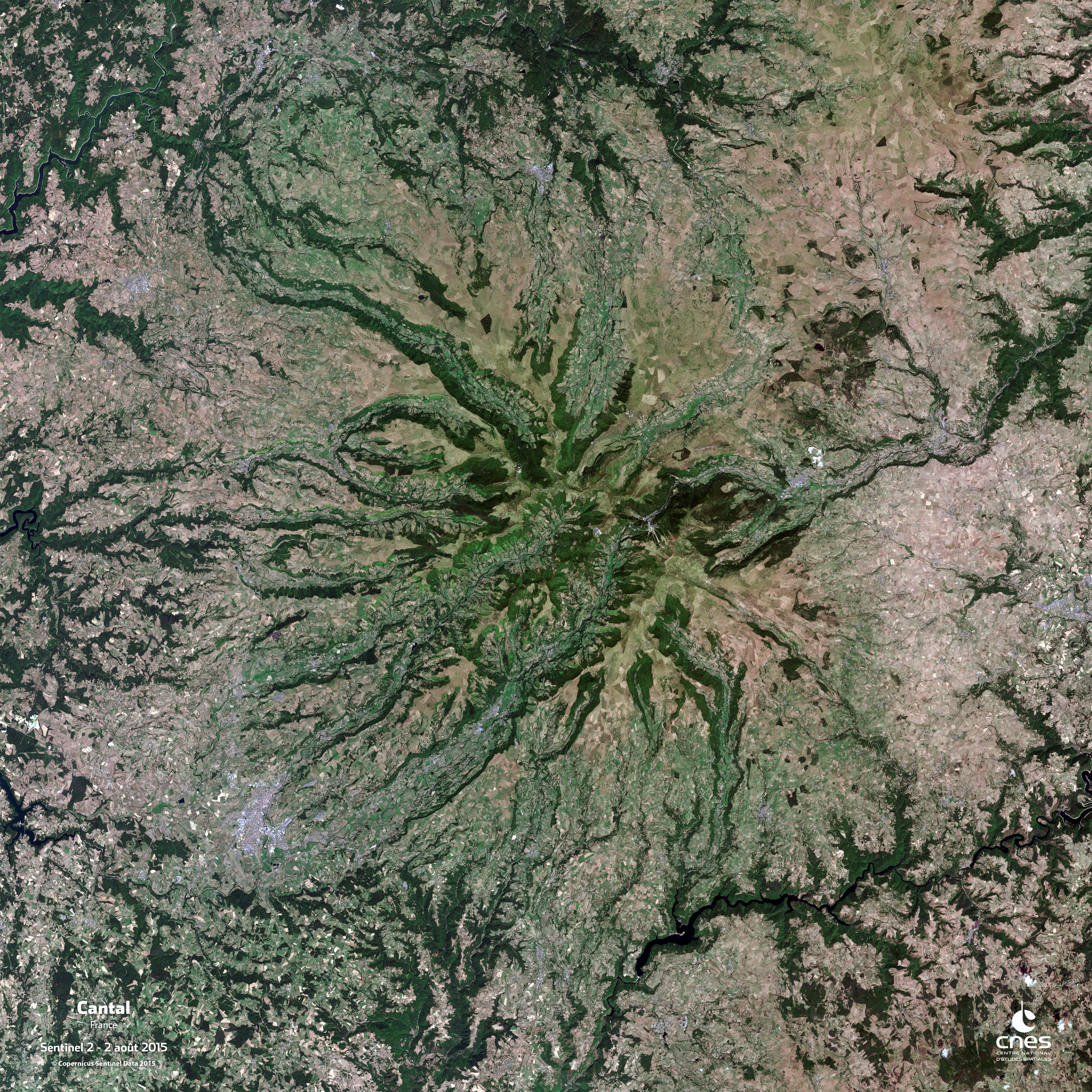
Vue satellite mettant en évidence la forme rayonnante singulière du Cantal qui se démarque nettement du reste du territoire.

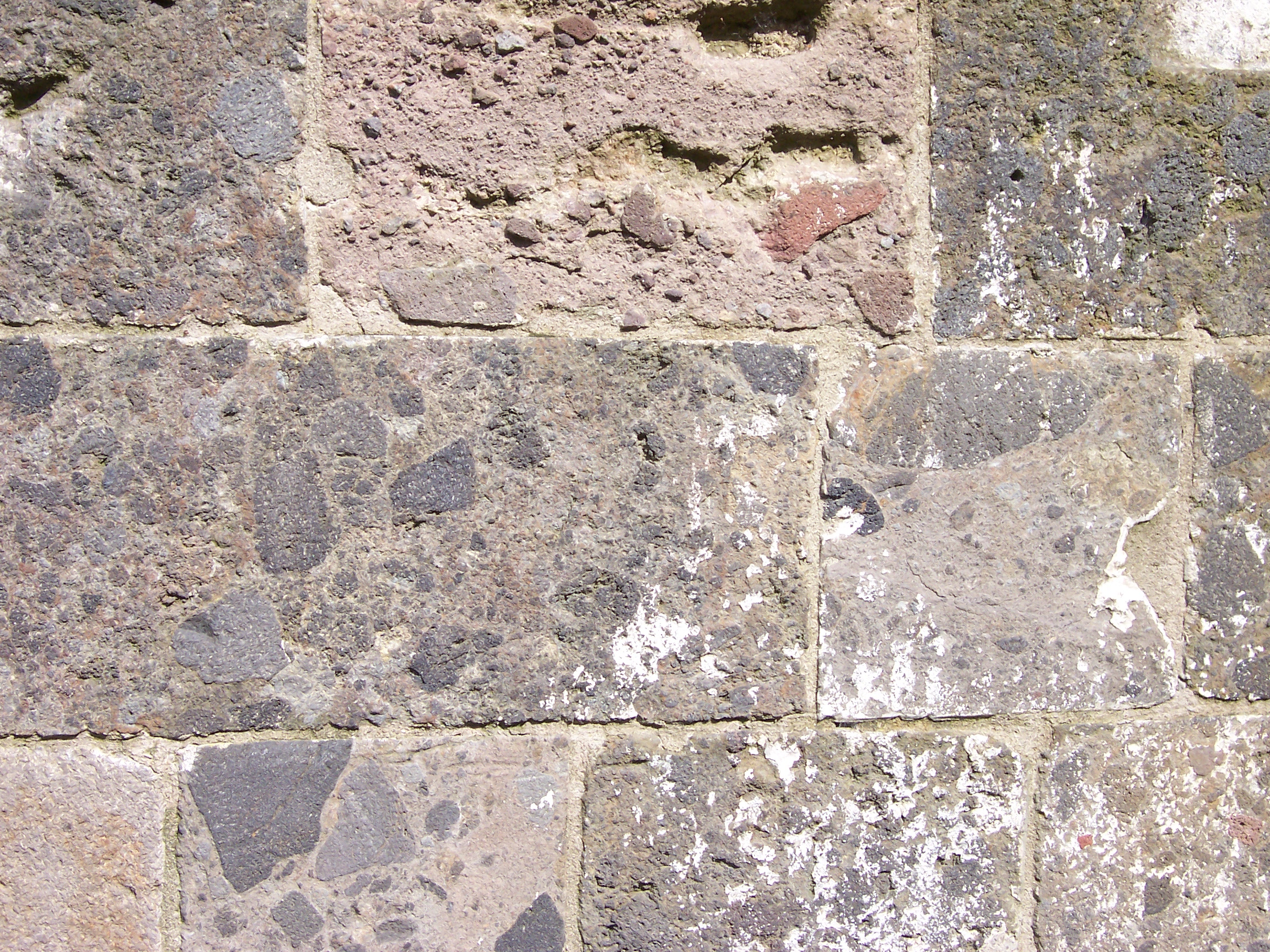
Les brèches ont fourni des pierres de construction comme celles de l'église de Salers.

Les monts du Cantal forment un ensemble dont l'appartenance à une même unité géomorphologique apparaît clairement sur des images satellite du centre de la France. La forme est celle d'un cône aplati entaillé de vallées rayonnantes qui couvre environ 2 500 km2 pour un diamètre de base variant de 60 à 70 km.
L'origine volcanique du massif n'est reconnue qu'en 1752 grâce aux travaux de Jean-Étienne Guettard, suivis par ceux de Nicolas Desmarest. En 1821, George Poulett Scrope est le premier géologue à émettre l'hypothèse d'un volcan unique démantelé (formé par l'accumulation naturelle de conglomérats, de trachytes et de basaltes, plus ou moins éloignés d'un cratère central) comparable aux grands volcans en activité connus à l'époque.
Une grande diversité de roches volcaniques affleure à la surface : des basanites et des phonolites comme représentants d'une série magmatique sous-saturée, des basaltes, andésites, trachytes et rhyolites pour les séries alcaline à sub-alcaline et même certaines roches grenues comme des gabbros ou des monzonites. Cependant les trachytes et les trachyandésites sont largement prédominants. Les basaltes sont également abondants sur les planèzes. Sur de larges étendues, les roches se présentent sous forme de brèches.
Schématiquement, l'ensemble de l'édifice volcanique est un stratovolcan alcalin intraplaque continental qui surmonte le socle hercynien métamorphique et localement les dépôts calcaro-marneux de petits bassins sédimentaires d'origine lacustre. À la base des formations volcaniques, on trouve çà et là des basanites et des basaltes, dits « infra-cantaliens » connus seulement dans les talwegs et les bas de versants des vallées périphériques ainsi qu'aux marges du massif. Il s'agit d'édifices dispersés, très érodés, comportant quelques coulées parfois associées à des projections stromboliennes ou phréatomagmatiques. Ils sont actuellement en grande partie masqués par les produits plus récents du piémont volcanoclastique.
Le centre du Cantal est occupé, dans un diamètre de 24 kilomètres, par une concentration de sommets aux reliefs marqués. Il correspond à la mise en place de laves, brèches et formations cendro-ponceuses composés essentiellement de roches trachy-andésitiques ou trachytiques, elles-mêmes transpercées de nombreux dykes et sills. De la zone centrale surgissent aussi quelques dômes de phonolite comme ceux du puy Griou ou du roc d'Hozières. Les rares roches grenues sont visibles uniquement en cœur de massif, dans certains fonds de vallées comme à Mandailles.
La couronne est formée de plateaux de forme triangulaire doucement inclinés, les planèzes, séparés les uns des autres par des vallées longilignes. Dans l'épaisseur de ces plateaux, les brèches sont largement prédominantes et sont recouvertes sur les trois quarts du massif par une carapace de basalte, dit « supra-cantalien ». La couverture basaltique est absente du quart sud-ouest. Cet ennoiement basaltique n'est représenté dans la zone centrale que par de nombreuses intrusions filoniennes. La carapace basaltique, presque absente dans le quart sud-ouest, peut atteindre très localement 250 m d'épaisseur à la faveur de paléomorphologies encaissées fossilisées. Les centres éruptifs, ponctuels ou linéaires, sont très nombreux et disséminés sur toute la surface des planèzes.

#### Histoire géologique
L'activité volcanique cantalienne, selon les résultats des datations au potassium-argon, s'est déroulée de −13 à −2 millions d'années et il ne semble pas qu'il y ait de roches volcaniques plus vieilles que 13 millions d'années, les précédentes mesures à −20 millions d'années et plus (notamment près de Condat et en limite de l'Aubrac) ayant été invalidées.
Les basaltes et basanites infracantaliens forment les roches les plus anciennes. À l'opposé, les basaltes et basanites supracantaliens forment les roches les plus récentes : le sommet du Plomb du Cantal en est un des plus jeunes exemples avec ses 2,9 millions d'années.
L'essentiel de l'activité volcanique s'est concentrée entre −8,5 et −7 millions d'années.

##### Théorie du cratère de soulèvement

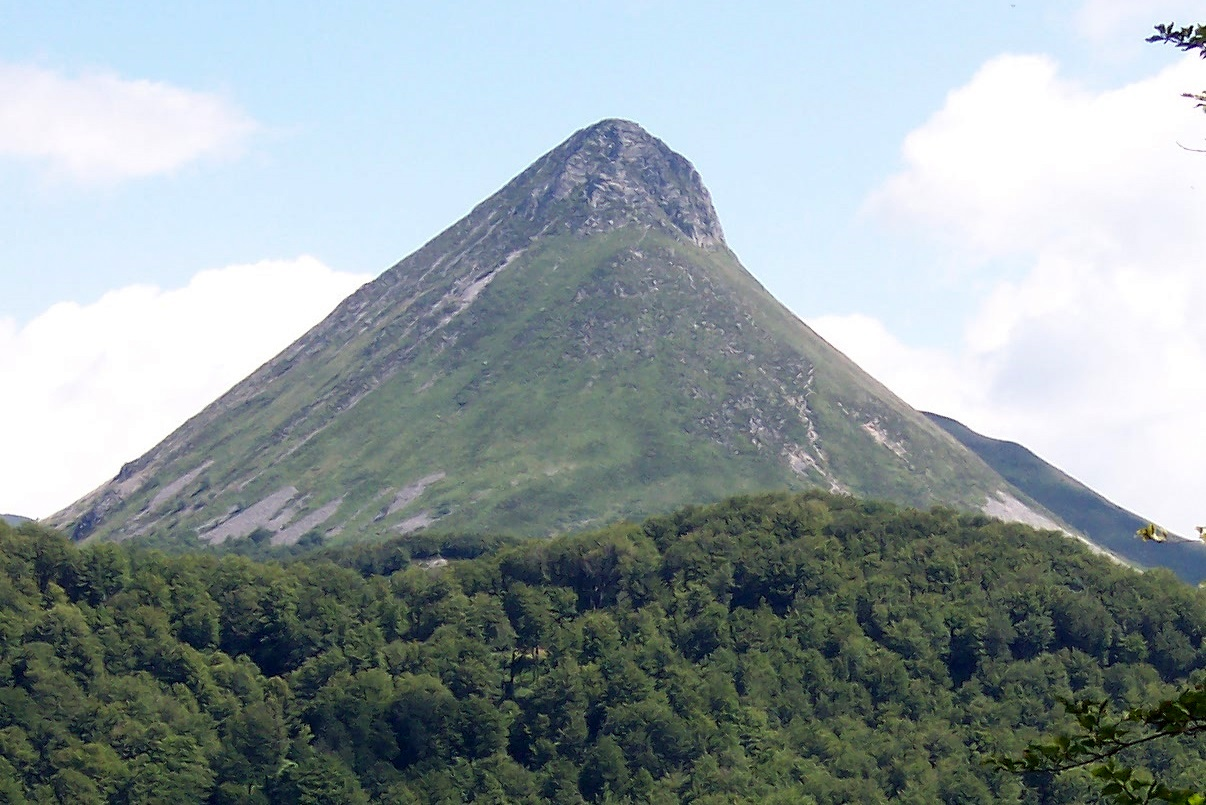
Selon la théorie de Dufrénoy et Élie de Beaumont, le puy Griou aurait été en quelque sorte le « piston » principal du soulèvement des monts du Cantal.

La première tentative de modélisation globale de la formation du massif du Cantal est fondée sur la théorie des « cratères de soulèvement » de Léopold de Buch. Elle est présentée en 1833 par les ingénieurs des Mines Armand Dufrénoy et Léonce Élie de Beaumont. Selon ces auteurs une plaine basaltique sur fondations trachytiques, issue d'éruptions fissurales, existait préalablement à tout relief. Puis une force centrale, due à la poussée verticale des dômes phonolitiques, a provoqué l'élévation d'un cône qui s'est déchiré en son milieu et le long de ses rayons, donnant ainsi naissance en même temps à l'érection du massif, à l'ouverture de sa partie centrale et aux ébauches de ses vallées.
Cette théorie est contestée dès ses origines, notamment par George Poulett Scrope qui considère que le Cantal était bien un stratovolcan démantelé et par Victor Raulin qui, ayant mesuré de nombreuses altitudes d'affleurement du socle cristallin, montre que celui-ci s'abaissait vers le centre du massif et que la répartition des épaisseurs de matériaux trachytiques est absolument incompatible avec l'hypothèse du cratère de soulèvement.

##### Théorie de la fosse volcano-tectonique

Ce modèle (dont la représentation en coupe place une fosse volcano-tectonique sous la zone centrale du massif) a longtemps prévalu au cours du XXe siècle jusqu'à ce que l'éruption du mont Saint Helens en 1980 vienne éclairer différemment la compréhension de l'origine des brèches du Cantal.

La thèse du double effondrement central s'est développée au cours du XXe siècle. Après une phase initiale de volcanisme diffus de type strombolien, se serait mis en place, entre −9 et −7 millions d'années, un premier stratovolcan, le « Paléo Cantal », qui finit par s'affaisser sur lui-même, d'une part en profondeur au niveau du socle ancien par la formation d'une fosse volcano-tectonique, d'autre part à son sommet par la formation d'une caldeira. Un nouvel édifice volcanique plus vaste, le « Néo Cantal », caractérisé par ses formations bréchiques, aurait alors succédé à cet effondrement et formé, de −7 à −5,5 millions d'années, l'armature des reliefs actuels. L'ensemble est ensuite nappé par des laves basaltiques, puis érodé par les glaciers quaternaires.
Ce scénario permettait en particulier d'expliquer l'enrichissement relatif en silice survenu au cours de l'évolution volcanologique du massif : une partie du socle cristallin englouti lors de l'effondrement aurait contaminé le magma.
Selon cette théorie, le Cantal n'aurait guère dépassé les altitudes actuelles et l'essentiel de l'érosion aurait été l'œuvre des glaciers.
Des prospections électromagnétiques menées au cours des années 1970 ont montré la présence d'une discordance de forme polygonale au centre du massif qui est alors interprétée comme la signature probante des limites de la fosse volcano-tectonique. Ses contours seraient situés sous les villages de Narnhac, Pailherols, Thiézac, Mandailles, Dienne, Laveissière, Paulhac et Brezons et sa base descendrait jusqu'au niveau de la mer.
Cependant, au fur et à mesure des nouvelles études et observations, le Cantal se révèle être un volcan polygénique plus complexe qu'il n'y paraît, les géologues ne parvenant d'ailleurs pas à s'accorder sur la mise à jour de la carte géologique du Cantal.

##### Théorie des avalanches de débris

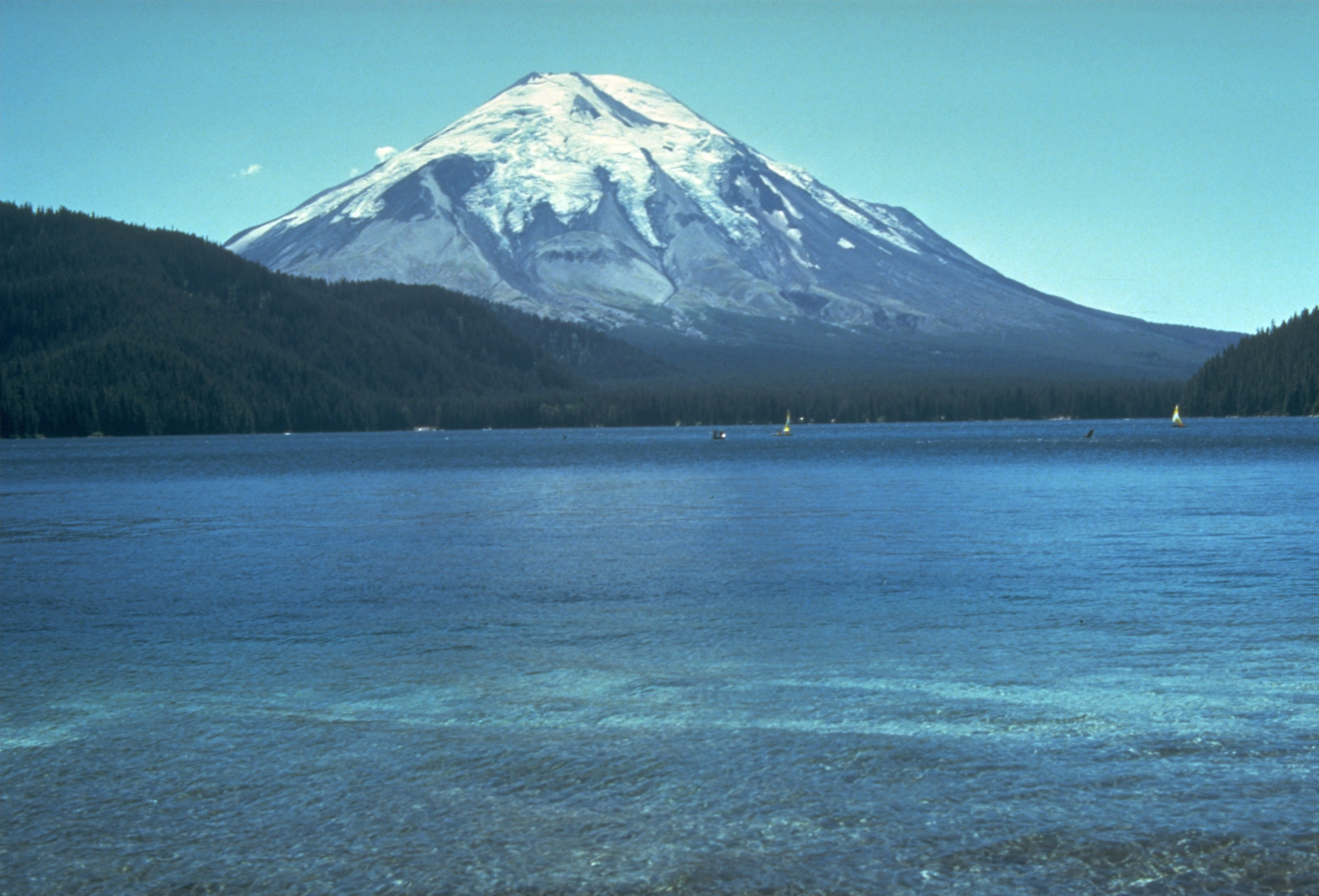
En proportion des distances parcourues par les avalanches de débris, le Cantal devait dépasser en altitude le mont Saint Helens.

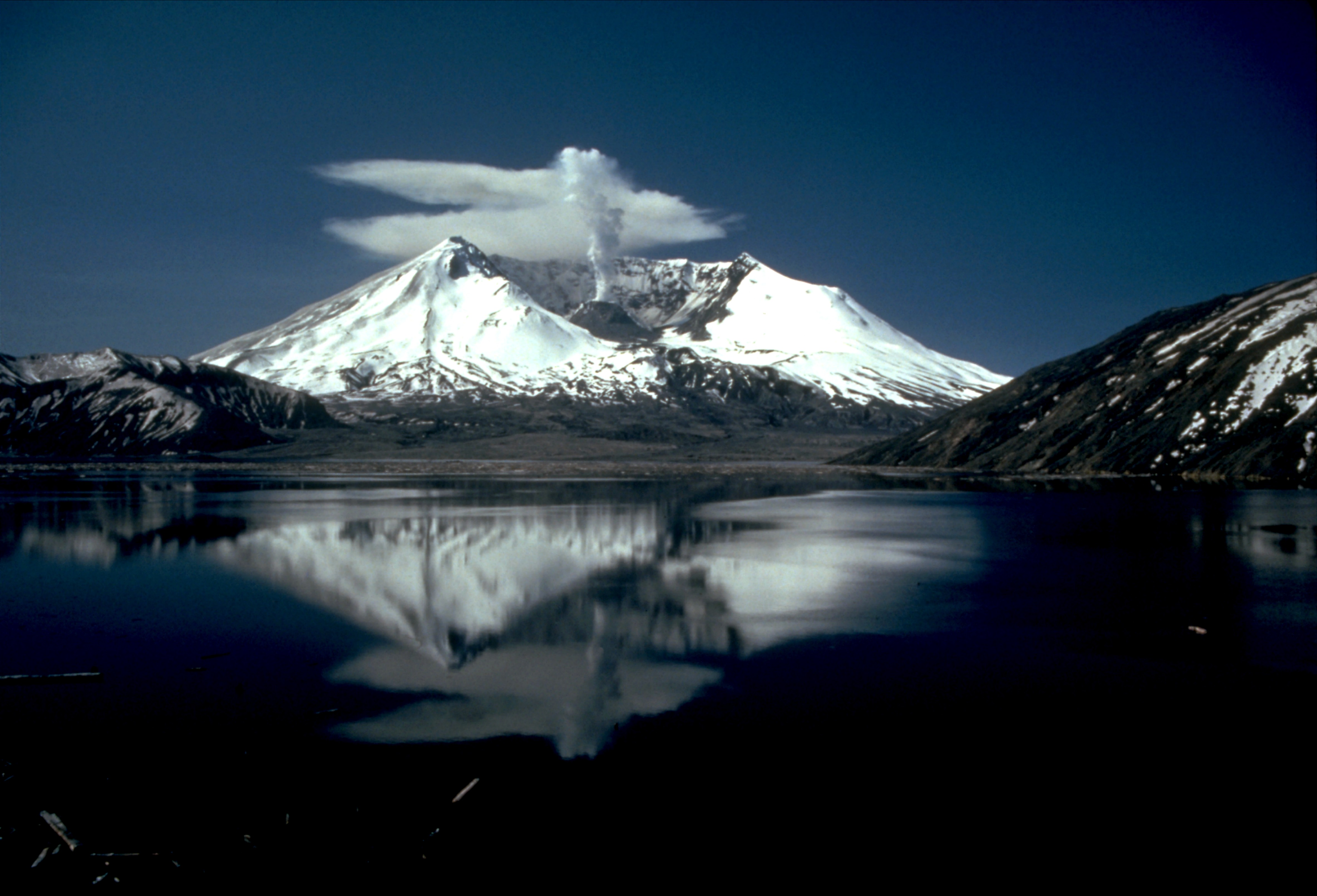
Lors de l'éruption du 18 mai 1980, plusieurs km du mont Saint Helens s'effondrent brutalement et la montagne perd en quelques secondes 400 m d'altitude.

En 1980, l'éruption du mont Saint Helens aux États-Unis est venue apporter un éclairage nouveau à la compréhension de l'histoire volcanologique du Cantal. Cette éruption, l'une des éruptions majeures de ces derniers siècles, a permis l'observation immédiate de la déstabilisation d'un stratovolcan avec formation d'une gigantesque avalanche de débris.
Or les brèches observées dans le Cantal, notamment quand on s'éloigne du centre du massif, présentent de grandes similitudes avec les dépôts d'avalanches de débris produites par l'éruption du mont Saint Helens.
De nouvelles séries de mesures et d'observations de terrain, menées principalement entre 1995 et 2001, ont permis de compléter et éventuellement corriger les datations des formations rocheuses et de constater d'un point de vue pétrographique que tous les éléments inclus dans les brèches, même excentrées, correspondaient de manière identique à des roches en place au niveau de la zone centrale. Les plus récents scénarios de construction et de déconstruction du volcan cantalien, sur la base de ces connaissances, ont alors pu être élaborés.
Schématiquement, un stratovolcan trachyandésitique s'édifie dans un périmètre concentré d'environ 24 km de diamètre entre −10 et −6,5 millions d'années avec une période d'activité plus intense de −8,5 et −7 millions d'années. Les intrusions phonolitiques apparaissent à l'issue de cette période entre −7,5 et −5,5 millions d'années. Vers −7 millions d'années, cette montagne connaît d'importantes déstabilisations de flancs qui partent en gigantesques avalanches de débris qui se figent pour former les actuelles brèches chaotiques de la couronne du massif. Les blocs inclus peuvent parfois atteindre des dimensions hectométriques, leur taille moyenne diminue cependant au fur et à mesure de l'éloignement du centre du massif. Plusieurs grandes déstabilisations, au moins quatre, se succèdent ainsi qui sont suivies sauf la dernière par des phases de reconstruction de l'édifice comme le montrent les dépôts qui surmontent les brèches d'avalanches. L'emprise surfacique importante du Cantal ne traduirait donc pas une extension de l'activité trachyandésitique mais l'effondrement centrifuge d'un haut volcan central. Compte tenu de la distance parcourue par les coulées d'avalanches, des modélisations dynamiques et des exemples de volcans actifs actuels, le Cantal atteignait l'altitude de 3 000 m dans la plus prudente des hypothèses et aurait pu dépasser 4 000 m selon les calculs les plus favorables.
Parallèlement, tout au long de la période de −13 à −2 millions d'années et sur un vaste espace, de manière plus ou moins dispersée, persistent des éruptions stromboliennes. Les plus anciennes ont produit les basaltes et basanites infra-cantaliens, enfouis sous les effondrements du stratovolcan. Les plus récentes ont percé les entablements et les dépôts et sont venus recouvrir de la carapace du basalte supra-cantalien le volcan démantelé.
Selon ce modèle géologique, aucune trace de caldeira centrale ne peut être interprétée dans le paysage actuel. Quant aux anomalies sous-jacentes à la zone centrale, elles pourraient correspondre à toutes autres choses qu'une fosse volcano-tectonique qui n'est plus la clé de la compréhension de la formation du massif.

##### Action des glaciers
Au Quaternaire, le volcan fut recouvert d'épais glaciers. Ils sont d'abord apparus sur les sommets puis se sont étendus sur les planèzes et enfin dans les vallées. Les volcans d'Islande connaissent aujourd'hui une situation comparable. Les glaciers n'ont disparu que fort tard. Ils étaient encore présents il y a 13 à 10 000 ans.
Les glaciers ont sculpté les sommets du massif. Le puy Mary est le résultat du recoupement de plusieurs cirques glaciaires. Le démantèlement du volcan par l'érosion facilite grandement son étude géologique. On compte de nombreuses vallées glaciaires (Alagnon, Cère). Elles commencent par des cirques ou des amphithéâtres, continuent en forme d'auge puis se transforment en gorges à l'endroit où le glacier s'arrêtait et où les rivières devaient entailler d'autres roches.

### Climat
Premier relief montagneux rencontré par les flux océaniques humides en provenance de l'ouest (plus précisément, sud-ouest à nord-ouest), les monts du Cantal bénéficient d'un climat océanique humide et frais, avec des précipitations contrastées entre la partie occidentale, au vent, où elles dépassent largement 1 000 mm (2 000 mm au cœur du massif), et la partie orientale, sous le vent, où les précipitations ont tendance à être inférieures à 800 mm. Cette pluviométrie n'empêche pas d'avoir un taux d'ensoleillement important puisque le Cantal est le 18e département le plus ensoleillé de France (avec 2 084 heures/an) devant des régions comme celle de Toulouse.
Le climat est de type montagnard. L'été, les journées sont chaudes et les nuits agréablement fraîches. L'hiver, le climat est très rude et les chutes de neige sont importantes, si bien que cette saison dure de novembre à avril et que certaines névés peuvent subsister jusqu'en juillet, voire, quelques rares années, faire la jonction avec les chutes de neige de l'hiver suivant. Cet enneigement permet la pratique de sports d'hiver sur différents sites du département.

### Faune et flore

#### Faune
Les monts du Cantal se caractérisent par une faune montagnarde de gros mammifères et aussi ses oiseaux migrateurs.

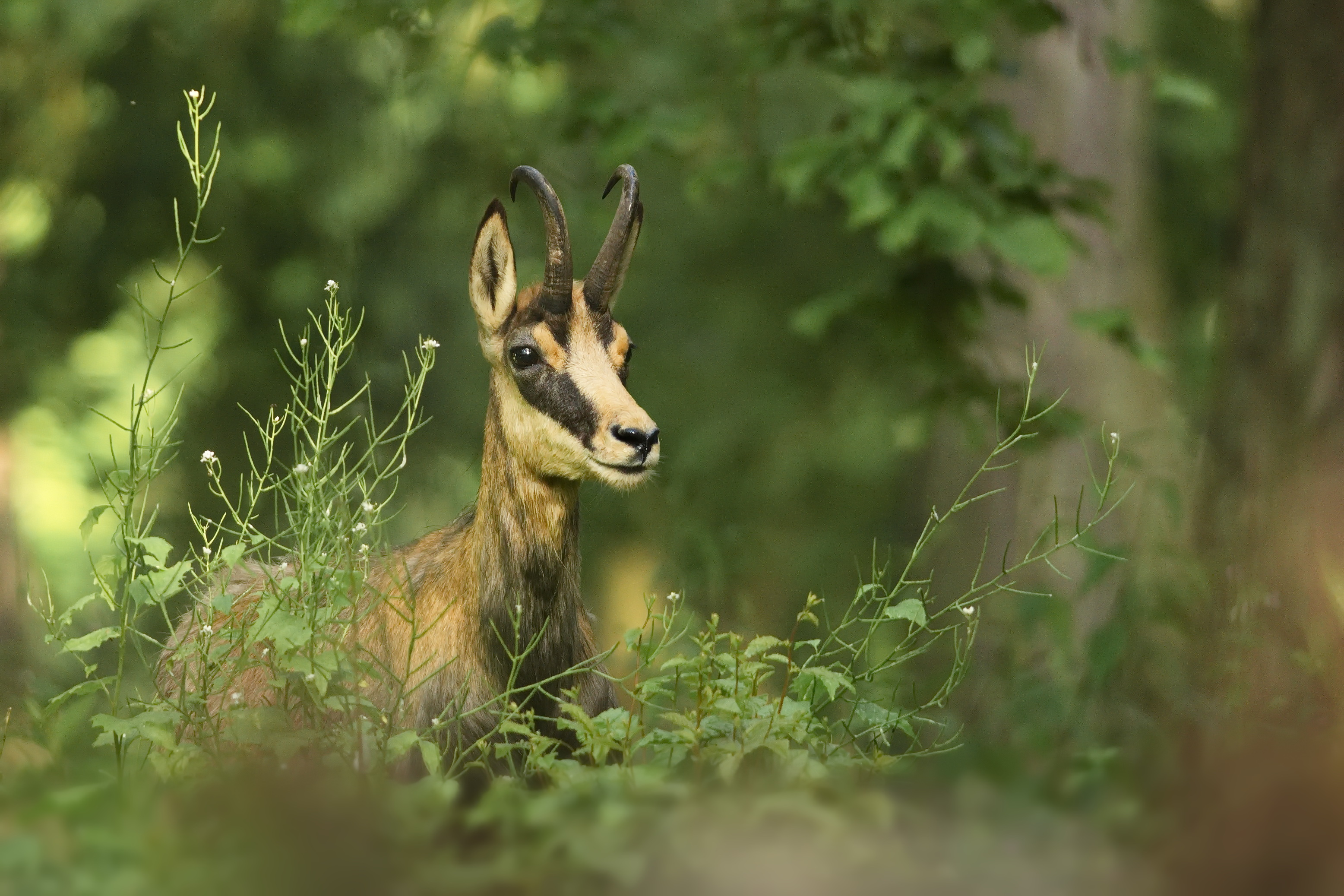
Chamois
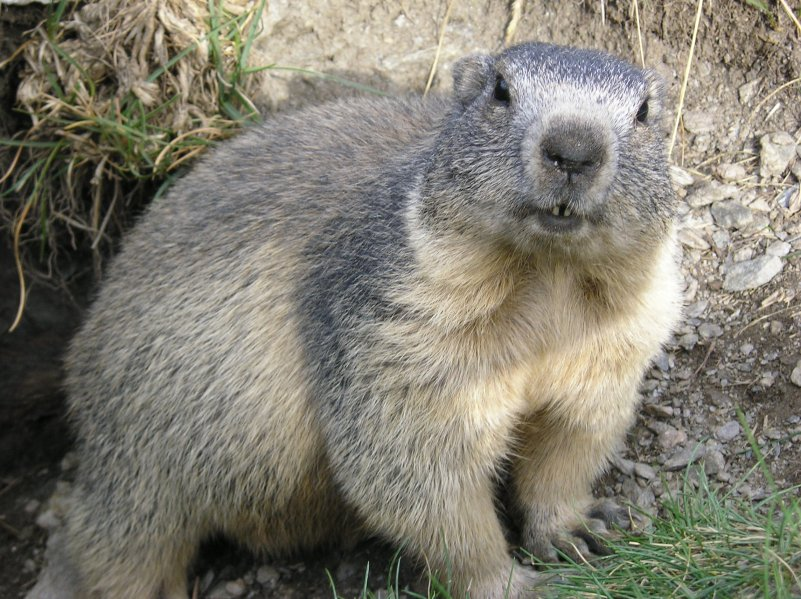
Marmotte
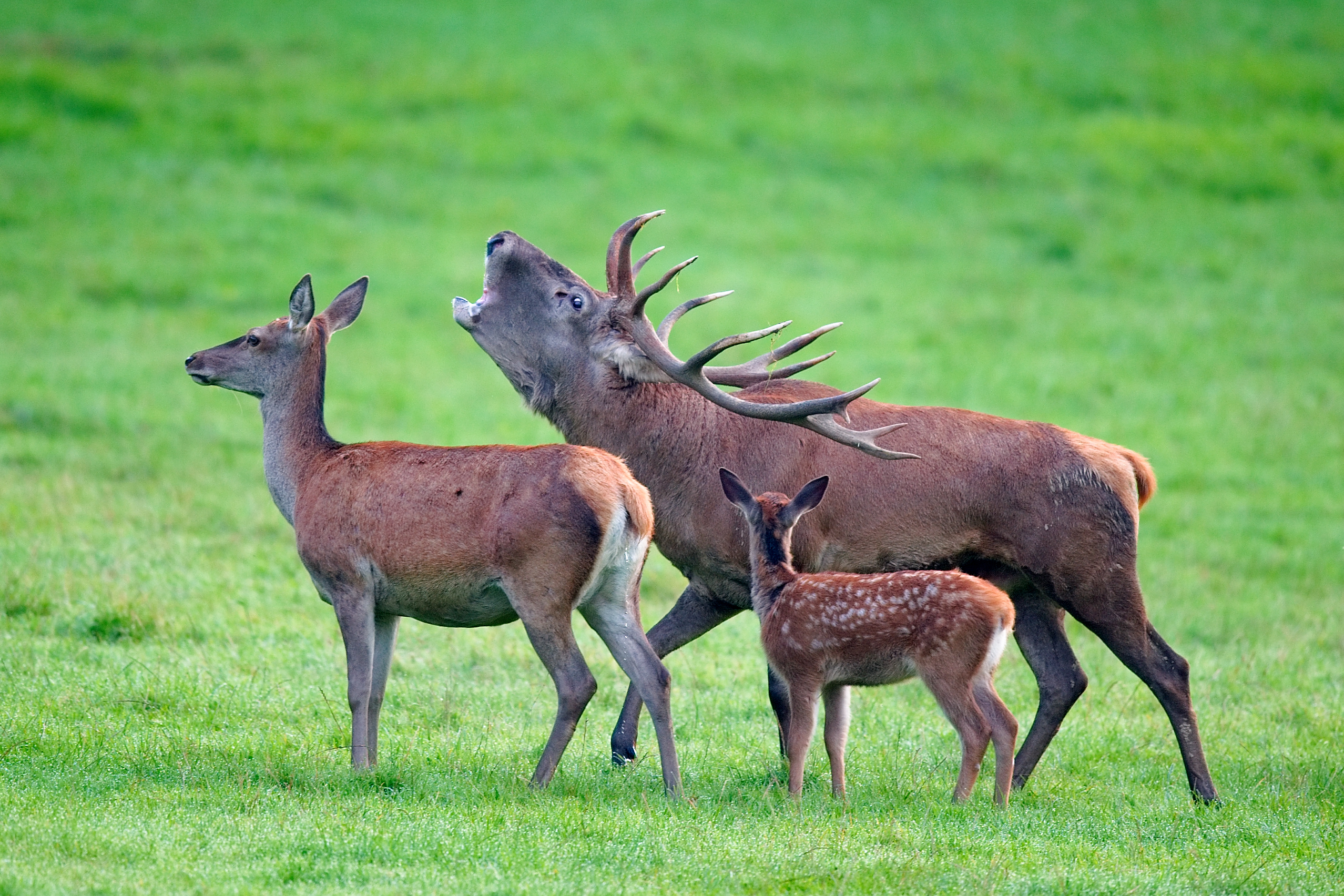
Cerf élaphe
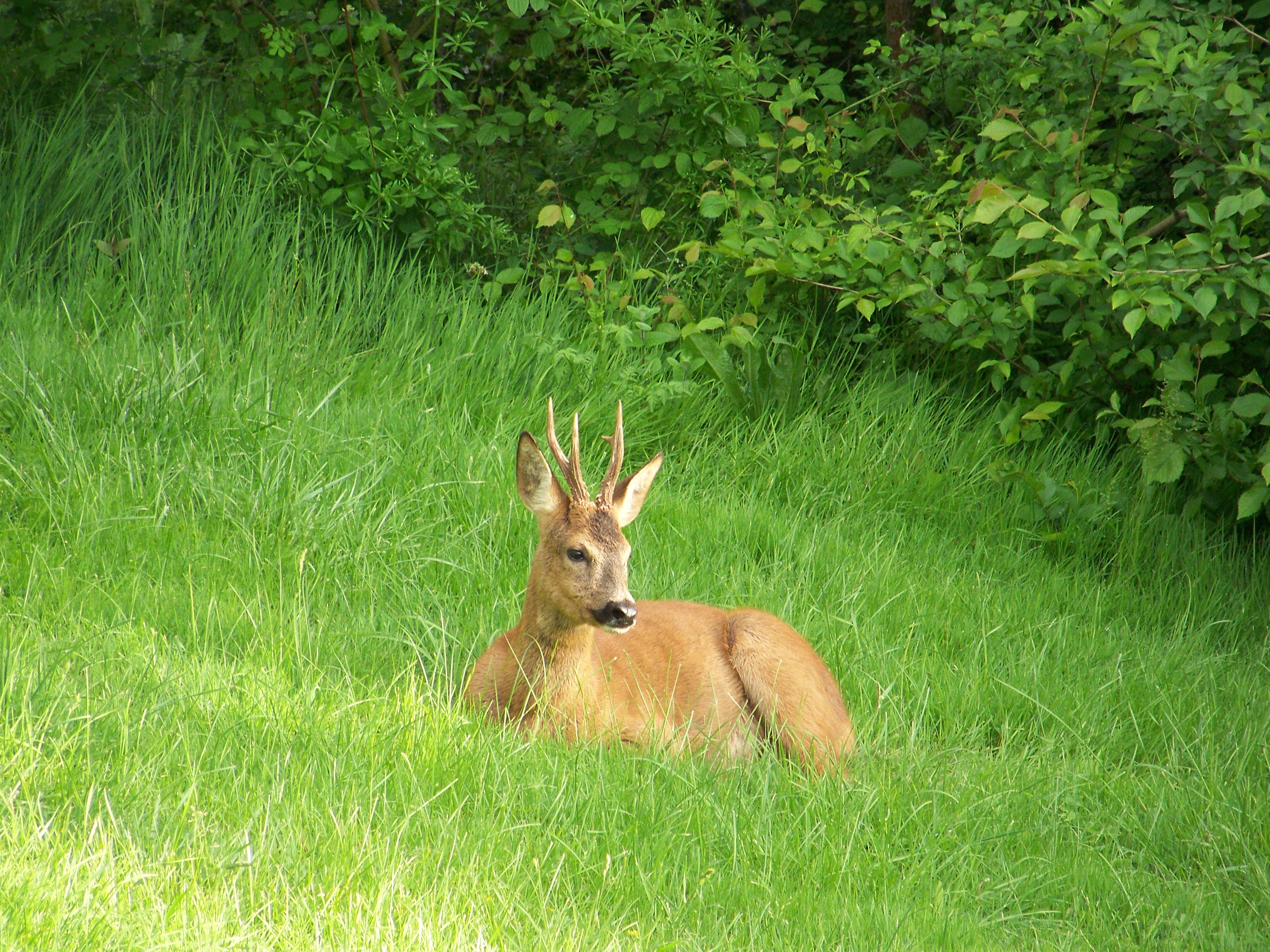
Chevreuil
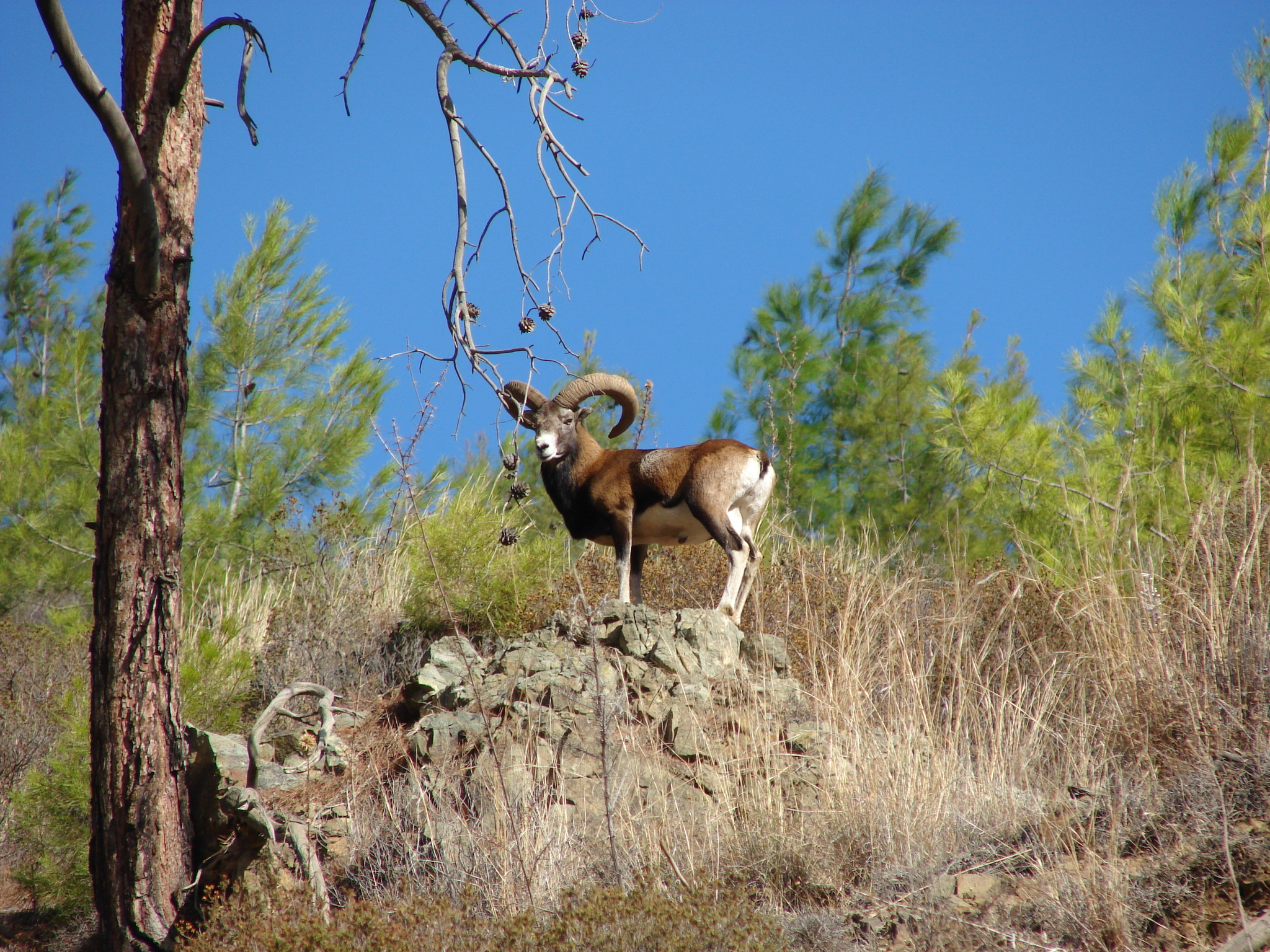
Mouflon corse
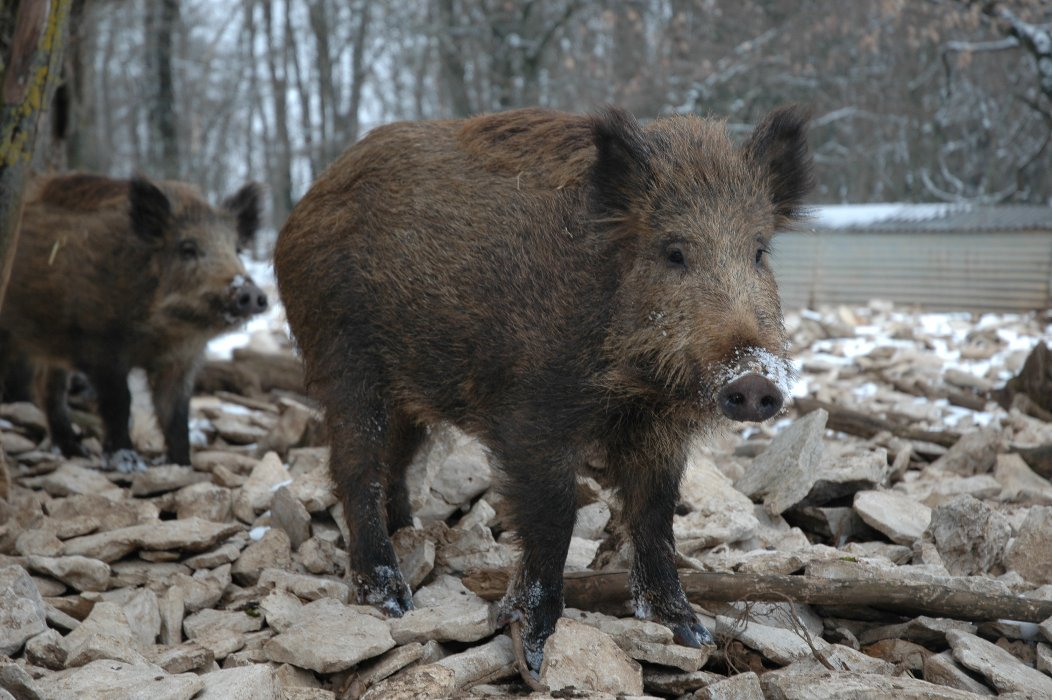
Sanglier
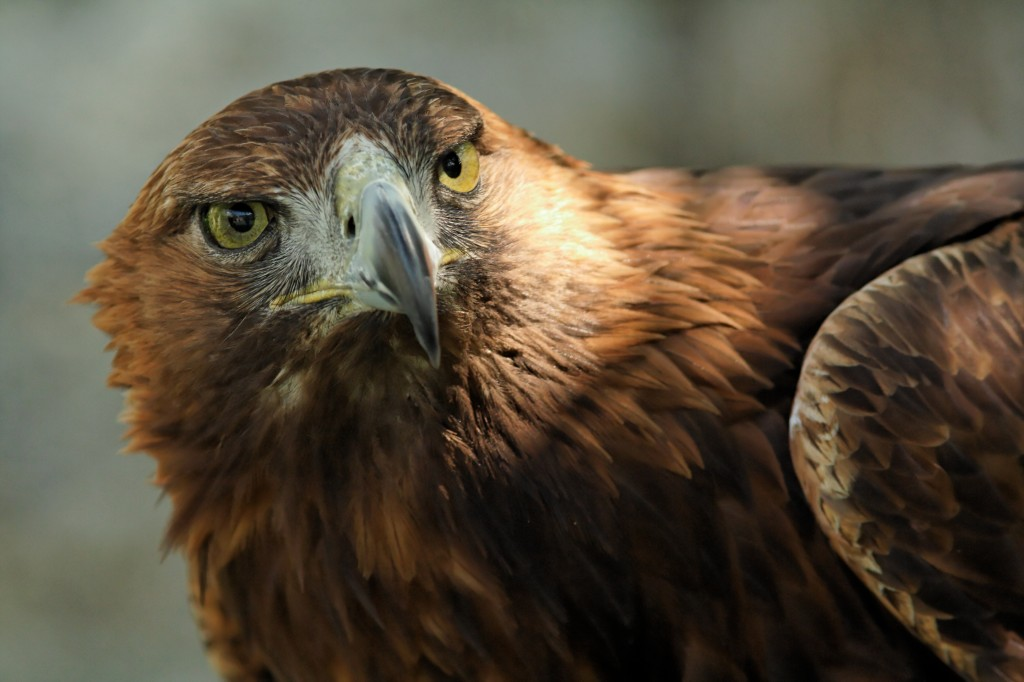
Aigle royal
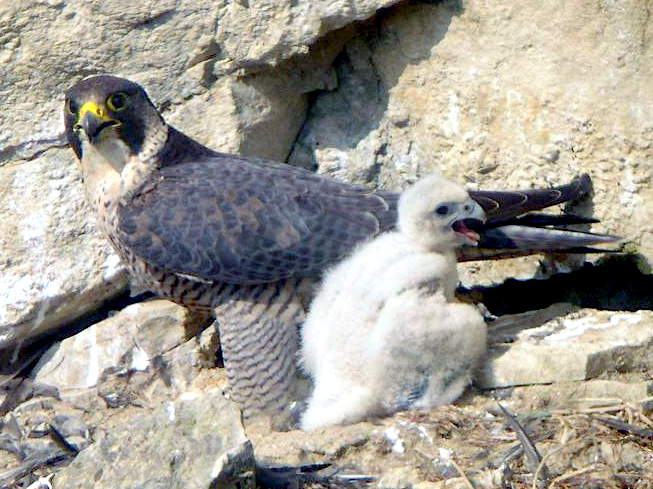
Faucon pèlerin
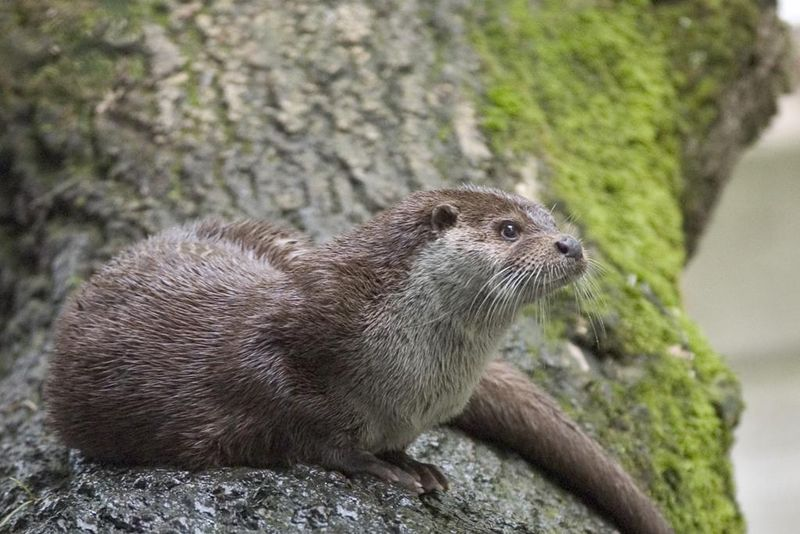
Loutre d'Europe
Martin-pêcheur d'Europe
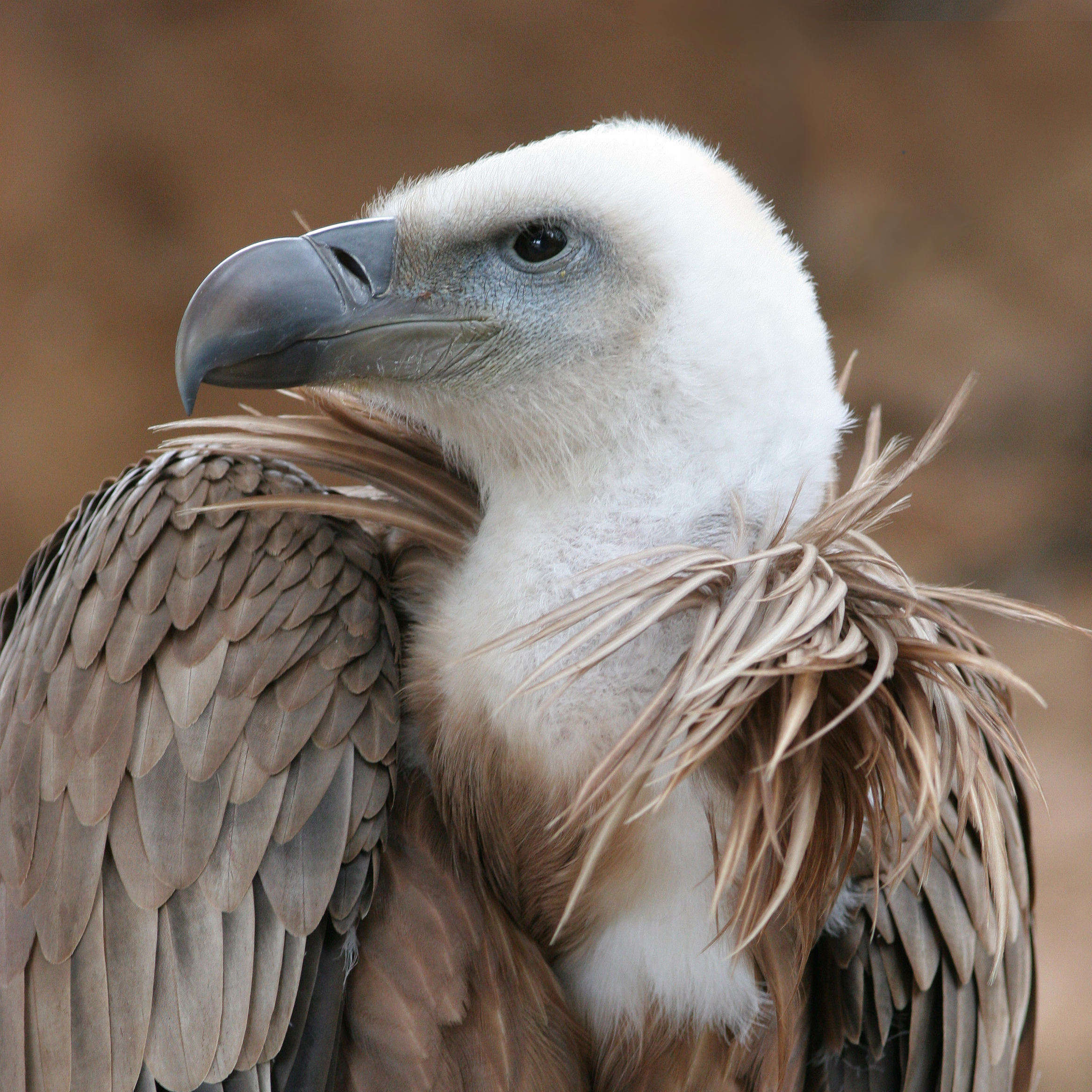
Vautour fauve
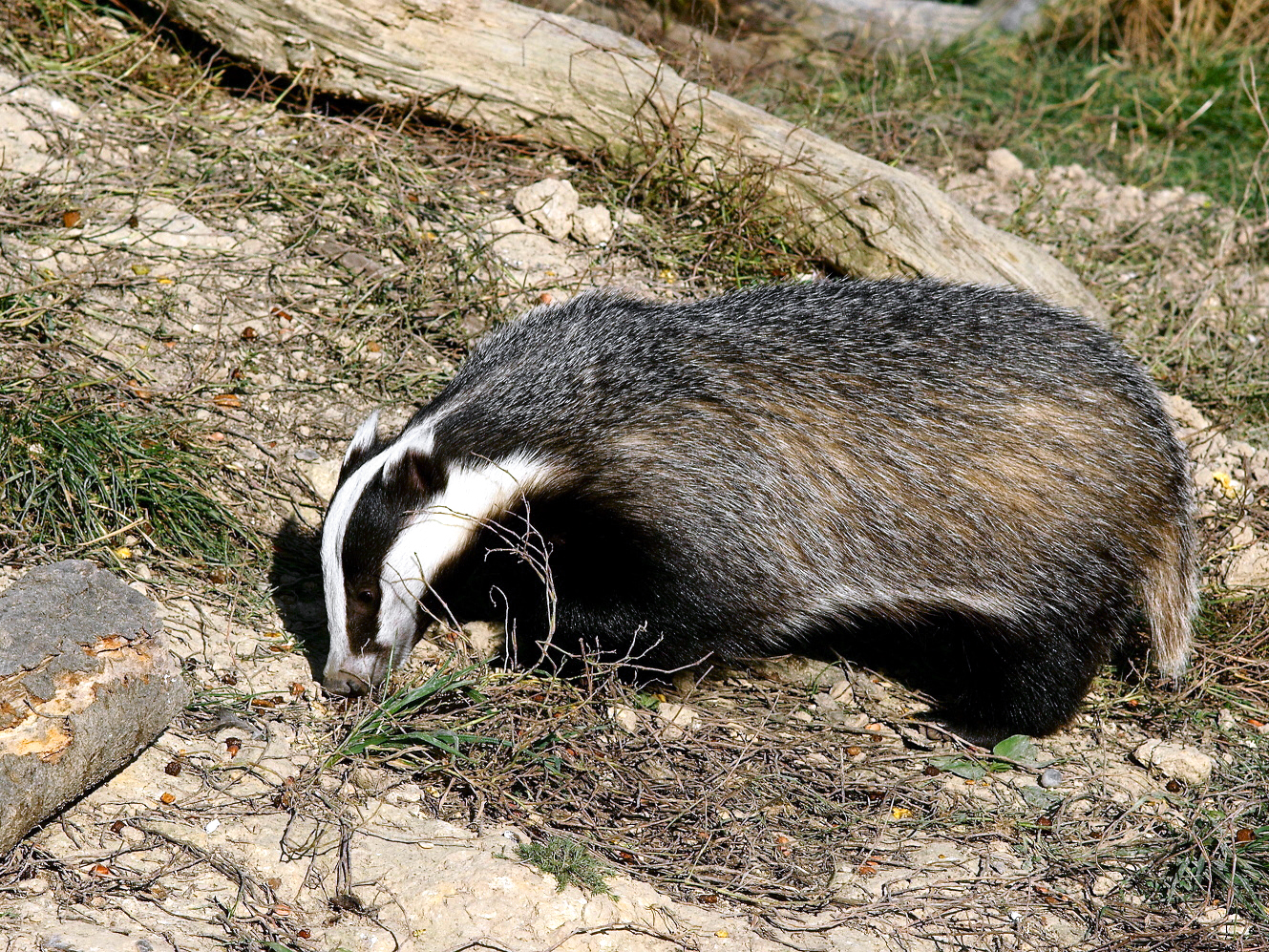
Blaireau européen
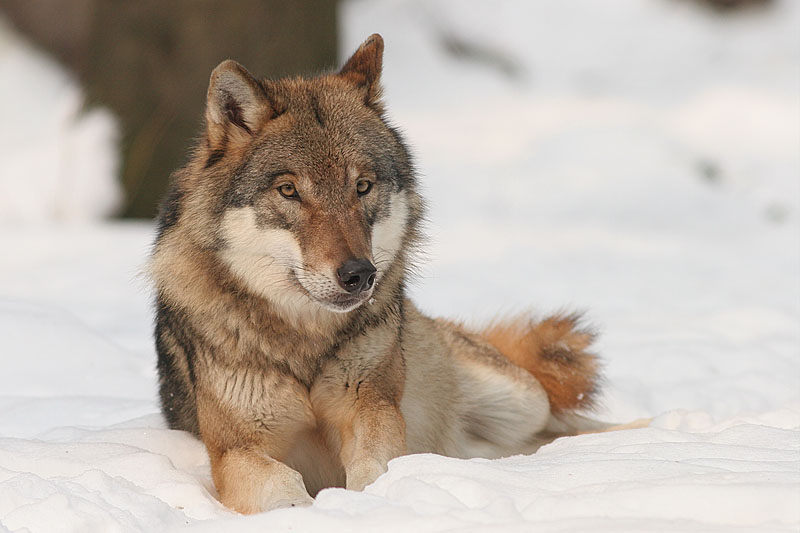
Loup
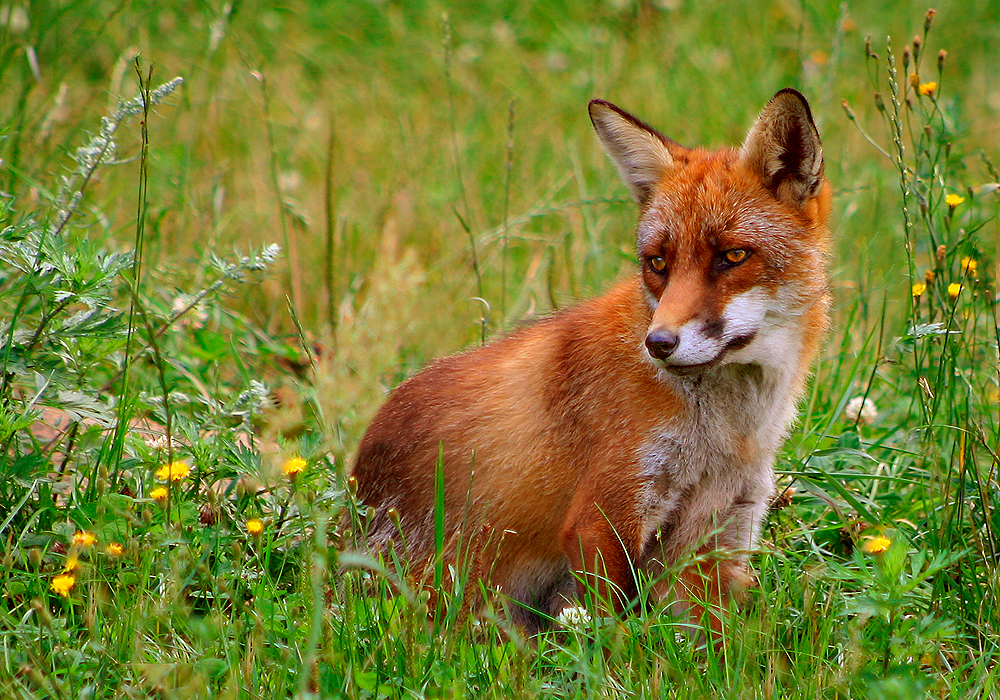
Renard roux

#### Flore
En dessous de 1 000 m, au sein de l'étage subalpin collinaire, dominent le chêne pédonculé, les landes à bruyères roses, à genêts dorés ou à fougères, et les pelouses souvent imbriquées les unes dans les autres. Ces deux grands types de milieu constituent les surfaces pastorales exploitées par les troupeaux à l'estive. Les milieux humides (sources, marais, tourbières), sont aussi présents en mosaïque dans ces estives. On retrouve dans ce milieu de nombreux éboulis et milieux rupestres constituant des abris pour certaines espèces. Au-delà de 1 000 m, l'étage montagnard est le domaine de la hêtraie, associée au sapin sur les versants exposés au nord, notamment du côté de la vallée de l'Alagnon. Vers 1 400 m, la forêt disparaît brutalement et laisse la place entièrement aux estives, dont le cortège floristique est composé de graminées diverses associées à la gentiane jaune. Sur les pâtures abandonnées et les pentes difficiles, la pelouse passe à la lande montagnarde à genêts, callunes et myrtilles. Enfin, sur les sommets et les crêtes ne subsiste qu'une végétation chétive et rare (lichen, grassette). Les prairies de fauche entourées de haies occupent les parties basses du site et constituent des refuges importants devenus rares dans les autres régions françaises en raison de la modernisation de l'agriculture et de la suppression des haies.

### Population
Le tableau suivant regroupe les communes par micro-pays et ne tient pas compte du découpage administratif. Elles sont classées selon leur position dans la vallée.
La population du massif, essentiellement rurale, est estimée à 19 865 habitants soit 7 hab./km2[réf. nécessaire].
- Vallée de l'Alagnon 3 170 hab.
  - Laveissière : 587
  - Albepierre-Bredons (v. du Lagnon) : 243
  - Murat : 1 983
  - Chastel-sur-Murat : 139
  - La Chapelle-d'Alagnon : 239

- Vallée de la Cère 4 002 hab.
  - Saint-Jacques-des-Blats : 321
  - Thiézac : 604
  - Vic-sur-Cère : 1 985
  - Polminhac : 1 092

- Vallée de la Jordanne 647 hab.
  - Mandailles-Saint-Julien : 197
  - Saint-Cirgues-de-Jordanne : 144
  - Lascelle : 306

- Vallée de la Santoire 592 hab.
  - Lavigerie : 104
  - Dienne : 261
  - Ségur-les-Villas : 227

- Vallée de la Petite Rhue 602 hab.
  - Le Claux : 213
  - Cheylade : 277
  - Saint-Hippolyte : 112

- Vallée de la Maronne 1 207 hab.
  - Saint-Paul-de-Salers : 121
  - Salers : 358
  - Le Fau (v. de l'Aspre) : 26
  - Fontanges (v. de l'Aspre) : 214
  - Saint-Martin-Valmeroux : 846

- Vallée du Mars 1 102 hab.
  - Le Falgoux : 144
  - Le Vaulmier : 70
  - Saint-Vincent-de-Salers : 73
  - Anglards-de-Salers : 815

- Vallée de la Bertrande 384 hab.
  - Saint-Projet-de-Salers : 125
  - Saint-Chamant : 259

- Vallée de la Doire 218 hab.
  - Girgols : 77
  - Tournemire : 141

- Vallée du Goul 644 hab.
  - Pailherols : 148
  - Saint-Clément : 70
  - Jou-sous-Monjou : 112
  - Raulhac : 314

- Vallée du Siniq 191 hab.
  - Malbo : 133
  - Lacapelle-Barrès : 58

- Vallée de Brezons 465 hab.
  - Brezons : 205
  - Saint-Martin-sous-Vigouroux : 260

- Vallée de l'Authre 1 108 hab.
  - Laroquevieille : 375
  - Marmanhac : 733

- Plateau de Trizac 999 hab.
  - Collandres : 173
  - Trizac : 564
  - Valette : 262

- Planèze de la Pinatelle 671 hab.
  - Chalinargues : 430
  - Chavagnac : 104
  - Virargues : 137

- Haute-Planèze de Saint-Flour 1 383 hab.
  - Cézens : 251
  - Cussac : 137
  - Laveissenet : 97
  - Paulhac : 456
  - Pierrefort : 900
  - Valuéjols : 542

## Histoire

### Antiquité
Le premier peuplement du massif remonte au Paléolithique. Ces populations de chasseurs-cueilleurs nomades ont été attirées par l'abondance de l'eau et la richesse de la flore et de la faune, mais délaissèrent ce territoire lorsque le climat se refroidissait. Bien après l'arrivée des premiers pasteurs-agriculteurs du Néolithique, les Arvernes investissent le massif à l'âge du fer. Ce sont eux qui vont réellement entreprendre la valorisation de ce territoire agricole qui sera plus tard conquis par les Romains. La christianisation du massif est entreprise dans ces temps-là par saint Mary, saint Calupan et saint Mamet, et elle s'effectue par la christianisation de sanctuaires celtes à l'image des menhirs qui se verront surmonter d'une croix. Mais le territoire est extrêmement peu peuplé et aucune voie de circulation n'existe.

### Moyen Âge
Lors des invasions germaniques, la Haute-Auvergne est très peu touchée et conserve même les traditions gallo-romaines. Jusqu'aux premiers Carolingiens, l'Auvergne, avec l'Aquitaine, parvient à échapper à l'autorité royale mais de puissantes vicomtés comme Carlat et Murat se constituent. L'Église donne un nouveau visage au massif, jusque-là entièrement boisé, et fait défricher de vastes étendues pour la pâture des troupeaux. Le début du XIIe siècle signe une période de prospérité économique et artistique avec une augmentation des échanges commerciaux et la prolifération de chapelles d'art roman auvergnat. La guerre de Cent Ans stoppe cette période d'expansion et ravage le territoire qui est pillé et ruiné par l'envahisseur.

### XIXeetXXesiècles
La révolution industrielle désenclave peu à peu le Cantal. Les obstacles du relief sont contrés par des ouvrages audacieux nouveaux comme le tunnel routier du Lioran et le tunnel ferroviaire du Lioran (plus haut du monde à l'époque). Le chemin de fer permet la facilitation des échanges commerciaux et humains. En effet, connaissant alors une forte démographie, le Cantal se dépeuple et voit sa jeunesse quitter le pays pour la capitale : il y forment la communauté des Auvergnats de Paris ou des Bougnats.
La démographie s'aggrave davantage avec la Première et la Seconde Guerre mondiale. L'Occupation voit l'émergence de nombreux maquis qui participent à plusieurs batailles à la Libération, dont la bataille du Lioran.

## Culture et patrimoine

### Patrimoine bâti

#### Châteaux

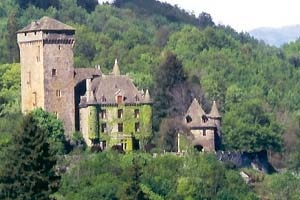
Le château de Pesteils à Polminhac.

Riche d'une centaine de châteaux classés monuments historiques, le Cantal compte de nombreux édifices remarquables. Cette caractéristique vient de l'histoire de la région. En effet, la Haute-Auvergne fut une zone de conflit importante contre les Anglais durant la guerre de Cent Ans. La région fut dévastée et pillée. Lorsque le conflit fut terminé, on se consacra à l'édification de nombreux châteaux pour se protéger des éventuels futurs assaillants.
Parmi ces cent châteaux, seulement une vingtaine sont visitables comme le château de Pesteils, le château d'Anjony, le château d'Anterroches, le château de la Cheyrelle, le château de Messilhac, etc.

#### Édifices religieux
Le patrimoine religieux du Cantal se constitue de petits édifices d'art roman auvergnat dont les églises de village (l'église Saint-Pierre de Bredons, l'église Saint-Léger de Cheylade, l'église Saint-Cirgues de Dienne, etc.) et les chapelles romanes. Ces dernières sont en général érigées sur des pitons rocheux et offrent un panorama sur des vallées glaciaires, des montagnes ou de vastes étendues verdoyantes et désertiques. L'architecture, à la fois rustique et soignée, est particulièrement remarquable avec notamment des clochers à peigne. Parmi ces chapelles romanes se distinguent notamment la chapelle Saint-Antoine de Chastel-sur-Murat, la chapelle de Fortuniès à Dienne, la chapelle Notre-Dame de la Font-Sainte, etc.

#### Villes et villages de caractères

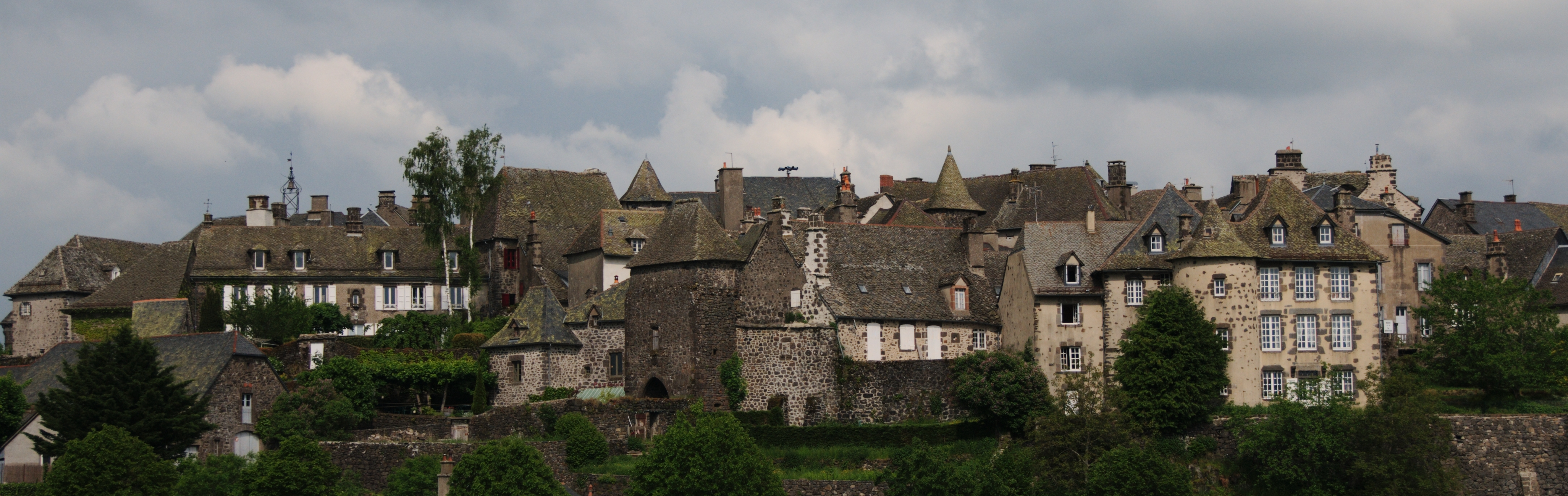
Le village médiéval de Salers.

Sa faible urbanisation et son long enclavement ont permis aux villages cantaliens de préserver leur unité architecturale. Ces villages se caractérisent par des habitations de gros volumes en pierre volcanique coiffées de toits de lauzes. Il en existe des dizaines de ce genre, mais les villages de Salers et celui de Tournemire, tous deux classés plus beaux villages de France, mais aussi Chalinargues, Dienne, Mandailles, Albepierre-Bredons, Le Claux, Cheylade, Lavigerie, Le Falgoux, etc. sont particulièrement notables. Ils ont tous préservé leur patrimoine de la vie quotidienne comme les fours à pain, les lavoirs, les travails à ferrer, les fontaines en pierre, etc.
La cité médiévale de Murat, la cité épiscopale de Saint-Flour, l'ancienne cité monégasque de Vic-sur-Cère, etc. conservent un riche patrimoine.

#### Patrimoine industriel
Au milieu du XIXe siècle, le Cantal est au centre des grands travaux de la révolution industrielle. Ces travaux vont y être entrepris grâce sa position, au centre de la France qui en fait une terre de passage, mais aussi pour son désenclavement. Le chemin de fer est bien-entendu le principal acteur de ces grands travaux. Mais certains obstacles, liés au relief, vont se poser. On construit donc des viaducs, dont le viaduc de Barajol ; des tunnels comme les deux tunnels du Lioran dont le premier tunnel routier de France (également le plus long du monde à l'époque) et le remarquable tunnel ferroviaire ; des ponts ; etc.

#### Patrimoine rural
Moins imposant mais tout aussi riche, le patrimoine rural, aussi appelé petit patrimoine, est omni-présent dans la campagne cantalienne. Les croix en pierre, les fours à pain, les lavoirs, les travails à ferrer, les fontaines, les fermes traditionnels, etc., sont autant de richesses dont disposent le patrimoine cantalien.
À ces richesse viennent s'ajouter les fameux burons. Présents uniquement en Haute-Auvergne (correspondant au Cantal), en Basse-Auvergne (correspondant au Puy-de-Dôme) et en Aubrac (Cantal, Lozère et Aveyron), ces fermes d'altitude où l'on fabriquait le fromage l'été, sont les témoins d'un temps ancien. Leur architecture rustique et minérale fait leur charme et le cadre dans lesquelles ils se trouvent en font des éléments architecturaux incontournables.

## Activités

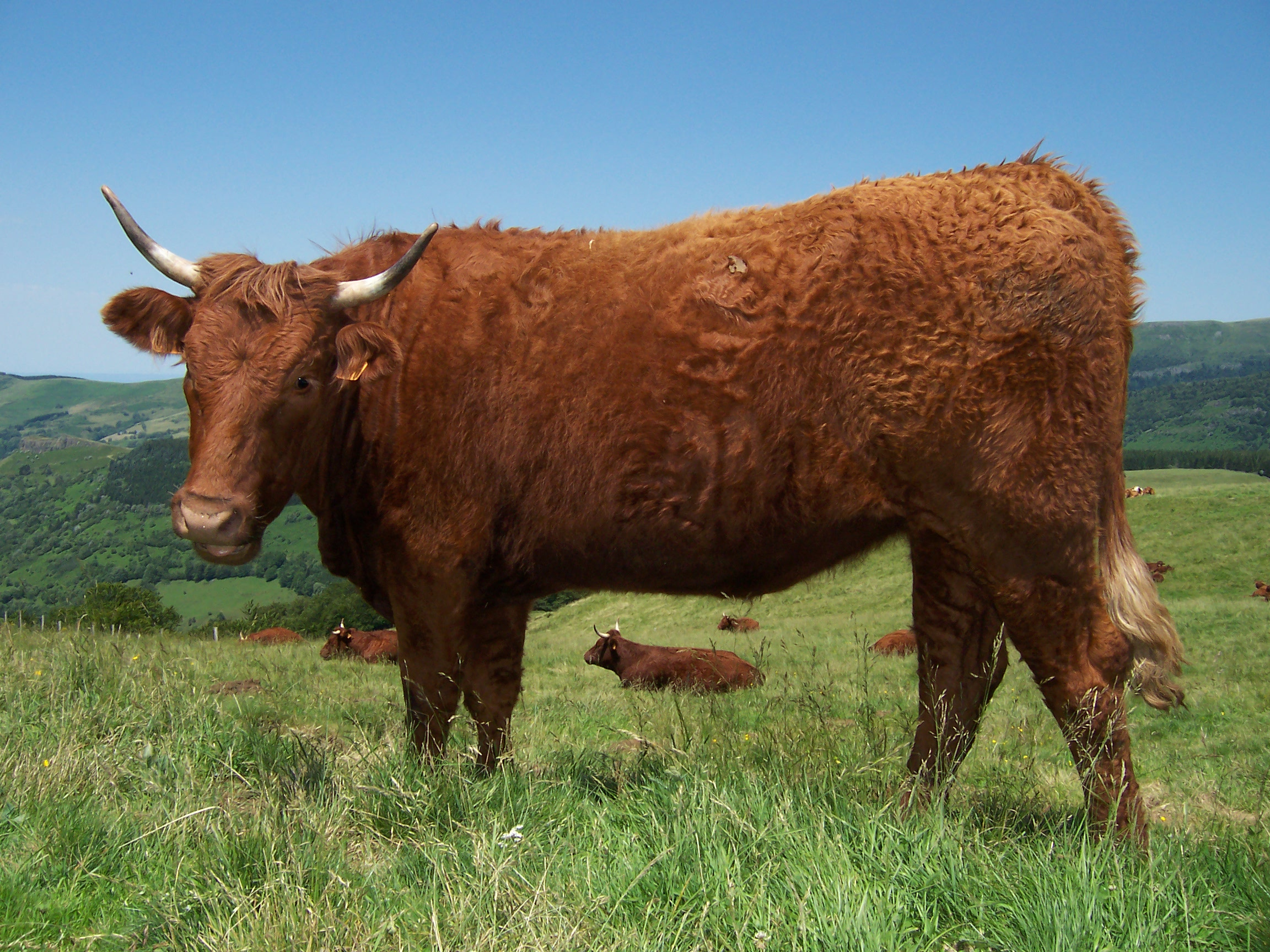
Vaches de Salers dans les monts du Cantal.

### Agriculture et traditions
L'activité prépondérante est l'agriculture. Cet espace géré par l'agriculture est constitué essentiellement par des pâturages d'altitude appelés estives ou « montagnes » avec des grandes parcelles de 50 à 100 ha. Ces pelouses où se mêlent parfois des landes sont pâturées de façon traditionnelle par des troupeaux de bovins, principalement des salers et des aubrac de juin à octobre. Quelques secteurs sont parcourus par des troupeaux de moutons comme au Lioran avec le millier de brebis et de chèvres effectuant la transhumance depuis le Lot. Les troupeaux proviennent des exploitations agricoles des vallées voisines mais aussi de secteurs plus lointains (bassin d'Aurillac, de la Châtaigneraie, de l'Aveyron ou du Lot).
Le pastoralisme permet le maintien de la biodiversité des monts du Cantal et limite l'embroussaillement. Les troupeaux sont surveillés par les propriétaires ou des bergers. Les fonds de vallée ne sont pas en reste et servent généralement de prairie de fauche pour constituer des réserves de foins pour l'hiver, auquel on associe un paysage bocager favorable à certains oiseaux grâce aux abris que forment les haies. Les parcelles agricoles sont souvent de taille modestes.
Les monts du Cantal sont la principale zone de production du cantal et du salers mais dénombrent d'autres appellations d'origine protégées comme le bleu d'Auvergne et le saint-nectaire. Outre les fromages, le Cantal produit d'autres produits de qualité comme la viande de salers.
Les races typiques du Cantal sont : pour les races bovines, l'emblématique salers ; pour les races caprines, la chèvre beige rosé du Lioran, une souche des chèvres du Massif central probablement éteinte ; et pour les races ovines, la bizet.

### Sylviculture
Bien présente, la forêt occupe les pentes des vallées, généralement entre 1 000 et 1 400 m. La plupart des forêts sont soumises au régime forestier et sont gérées par l'Office national des forêts. La forêt domaniale de Murat et la forêt du Lioran couvrent conjointement à elles seules 2 600 hectares.

### Tourisme
Les monts du Cantal sont caractérisés par un tourisme estival et hivernal important. Le tourisme représente 15 % du PIB du Cantal[réf. nécessaire].
Le tourisme estival est concentré sur deux sites : la station du Lioran et le puy Mary se présentant comme le site touristique le plus fréquenté d'Auvergne. C'est un tourisme de nature basé sur la pratique des activités de pleine nature et la contemplation des paysages. Les hébergements marchands (hôtels, gîtes ruraux, meubles de tourisme, camping), sont nombreux, notamment à Albepierre et Laveissière alors que d'autres en sont faiblement pourvues comme Brezons et Cézens. Les principales activités sont la randonnée avec plusieurs sentiers de grandes (GR 4, GR 400, chemin de Saint-Jacques-de-Compostelle, etc.) et petites randonnées, le VTT avec un important parc de VTT de descente au Lioran, l'équitation, l'escalade, le parapente, le canyoning, la pêche, l'accro-branche, la luge d'été, le quad, la patinoire, etc.
Grâce à son relief, le Cantal peut compter sur un enneigement important qui permet la pratique des sports d'hiver. Hormis les sports de glisse alpines, d'autres activités sont praticables comme le ski de fond, la randonnée nordique, le ski de randonnée, la cascade de glace, l'alpinisme, la patinoire, les chiens de traîneaux, les structures gonflables, les raquettes, la moto-neige, le quad, la luge sur rail, la balnéothérapie, le biathlon, le speed riding, le snowkite, le ski joëring, etc. Le principal pôle touristique est la station du Lioran.
Une station de ski de piste et cinq domaines nordiques :
- la station du Lioran, la plus importante des stations du Massif central. Étendu sur 150 hectares de 1 152 à 1 855 mètres d'altitude, le domaine skiable compte 60 km de pistes de ski alpin répartie en 43 pistes (9 vertes, 15 bleues, 14 rouges et 5 noires). Elles sont desservies par 21 remontées mécaniques (un téléphérique, un télésiège débrayable, 7 télésièges fixes, 8 téléskis, un télébaby, 2 tapis roulants et un fil neige). Cette station familiale s'adresse aux débutants (un espace débutant de deux hectares avec 2 tapis roulants, un forfait spécial…) comme aux plus expérimentés (2 zones freeride à Font d'Alagnon et à la Combe, un snowpark avec un fil neige, un boardercross, un stade de slalom permanent et un espace nouvelles glisses pour le speed riding et le snowkite). Le domaine est équipé de 222 canons à neige couvrant 70 % de la station ;
- le domaine Prat de Bouc/Haute-Planèze propose 100 km de pistes en 21 pistes dont 2 accessibles à Font d'Alagnon. L'entrée se fait à Prat-de-Bouc, au Ché, à Cézens ou à Font d'Alagnon. On pratique la raquette sur une dizaine de sentier, mais aussi le biathlon, la pulka, le ski de randonnée, la randonnée nordique et les chiens de traîneaux ;
- le domaine du Col de Légal possède 43 km de piste répartis sur 9 pistes. Il y a aussi 4 sentiers raquettes ;
- le domaine du Haut Cantal - Puy Mary, au regard du puy Mary, compte 17 pistes de ski de fond ;
- le domaine du Plomb du Cantal - Carladès compte aussi 17 pistes de ski de fond ;
- la station de ski du Falgoux propose des pistes de ski de fond et de raquettes à neige.

### Protection environnementale

#### Parc naturel régional
La région fait partie du parc naturel régional des Volcans d'Auvergne. Elle constitue la partie la plus au sud du parc.

#### Grand Site de France
Depuis décembre 2012, le puy Mary est classé Grand Site national sous le nom de puy Mary, volcan du Cantal et rejoint d'autres grands sites comme le pont du Gard, la pointe du Raz, la baie de Somme, le pic du Canigou, etc.

#### Zone Natura 2000
Le massif cantalien bénéficie d'une Zone de protection spéciale (ZPS) relative à la protection des oiseaux, ce qui lui vaut le statut de zone Natura 2000. La ZPS « Monts et Plomb du Cantal » couvre une superficie de 6 405 hectares et un ensemble de crêtes, sommets, hauts versants et têtes de vallée culminant à 1 855 m au sommet du Plomb du Cantal. Bocage, milieux forestiers, landes et pelouses montagnardes, éboulis et falaises, … cette diversité d'habitats confère à ce site une attractivité comme territoire de chasse pour les nicheurs des vallées périphériques. Les vallées ouvertes vers le nord-est constituent des axes empruntés par les oiseaux lors des migrations post-nuptiales, les cols correspondent à des secteurs privilégiés pour l'observation du phénomène.
Le territoire de la ZPS est utilisé pour la nidification et/ou comme territoire de chasse par 12 espèces de la directive Oiseaux. Par ailleurs, le site abrite 22 habitats de la directive habitats et 40 espèces végétales à statut de protection nationale ou régionale.
Cette zone Natura 2000 comprend également 9 Zones naturelles d'intérêt écologique faunistique et floristique (ZNIEFF) de type I et une de type II.

#### Autres protections
On compte plusieurs espaces naturels sensibles comme le cirque de Récusset ou les tourbières de Chastel-sur-Murat.
Le Cantal possède une autre protection, assez rare, une Réserve Biologique Intégrale. La RBI Chamalières - Peyre Ourse couvre 205 hectares de la forêt domaniale de Murat et de la forêt communale de Laveissière et interdit toute activité sylvicole, de chasse et de pastoralisme.